# Santos
Santos é um município brasileiro no litoral do estado de São Paulo, Região Sudeste do país. Abriga o maior porto da América Latina, que é o principal responsável pela dinâmica econômica da cidade ao lado do turismo, da pesca e do comércio. Ocupa a 5.ª colocação entre as não capitais mais importantes para a economia brasileira e 10.ª colocada segundo a qualidade de vida. A cidade é sede do poder executivo paulista todo dia 13 de junho (capital simbólica de São Paulo) e não apenas sede de diversas instituições de ensino superior como também da mais antiga entidade geral estudantil do Brasil, o Centro dos Estudantes de Santos.
Fundada em 1546 por Brás Cubas, sendo uma das cidades mais antigas das Américas, Santos tornou um centro do ciclo do café no século XIX. Em 1922, foi inaugurada a Bolsa Oficial do Café, onde eram negociadas riquezas do mercado cafeeiro para o país e que resultou no atual Museu do Café no Centro Histórico, que promove exposições sobre a trajetória do produto pelo Brasil e pela cidade e que é decorado com obras do artista Benedito Calixto. Atualmente, Santos possui uma pujante, principalmente por conta de seu complexo portuário. Em 2016, a cidade era a 33ª mais rica do país, com produto interno bruto de 21 954 556,74 de reais. 
Cidade mais populosa do litoral paulista, a estimativa de população em 2020 era de 433 656 habitantes. A Região Metropolitana da Baixada Santista, com 1,8 milhão de habitantes, é parte — junto com a Grande São Paulo e a Região Metropolitana de Campinas — do Complexo Metropolitano Expandido, uma megalópole que ultrapassa os 30 milhões de habitantes (cerca 75% da população paulista) e que é a primeira aglomeração urbana do tipo no hemisfério sul da Terra.
O principal cartão-postal do município são os 7 km de praia. O Guinness World Records situa os jardins da orla de Santos como formadores do maior jardim frontal de praia em extensão do mundo. A preservação e o cuidado com a flora do ambiente praiano santista, permeado de palmeiras e amendoeiras, são resultados de um trabalho em conjunto dos departamentos de meio ambiente da região, muitas vezes ligados a universidades ou a instituições científicas. Em 2010, o Programa das Nações Unidas para o Desenvolvimento das Nações Unidas posicionou a cidade em sexto lugar na lista dos municípios brasileiros por índice de desenvolvimento humano e em terceiro lugar na lista dos municípios de São Paulo por índice de desenvolvimento humano, sendo um dos municípios menos violentos do país. Entretanto, Santos enfrentava (dados de 2011/12) alto custo de vida e constante especulação imobiliária. Além disso, abriga a maior favela de palafitas do país, o Dique da Vila Gilda, onde vivem, em dados de 2012, mais de 10 mil pessoas.

## História

### Colonização portuguesa

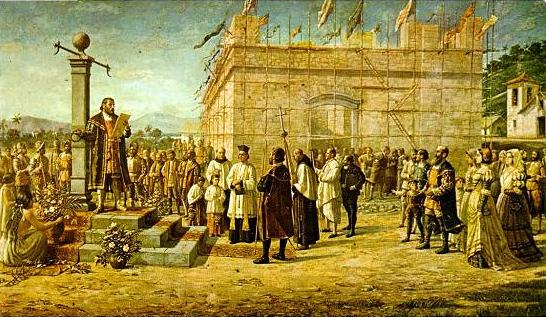
Fundação de Santos, por Benedito Calixto.

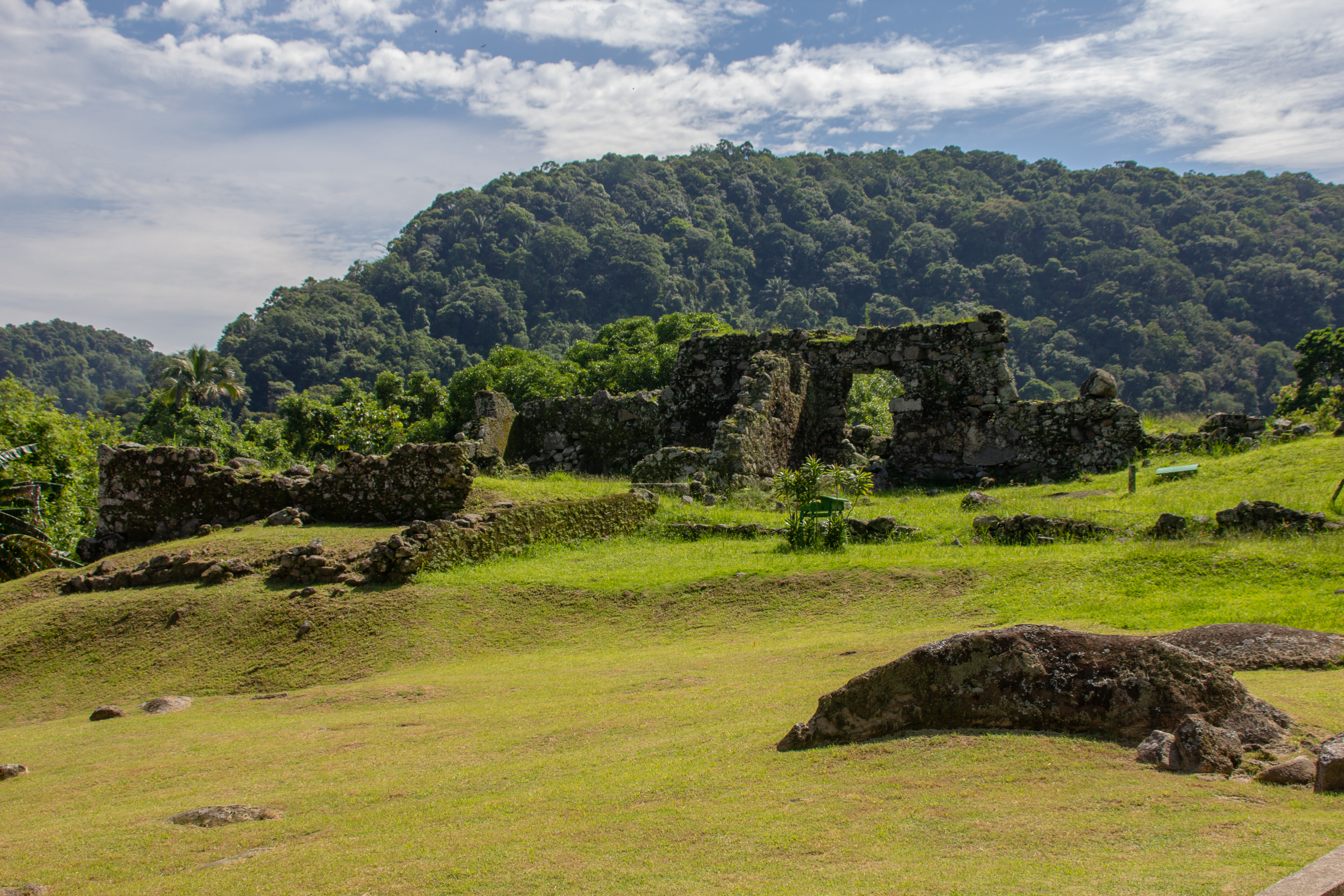
Engenho dos Erasmos, o terceiro engenho de açúcar a ser construído na América Portuguesa

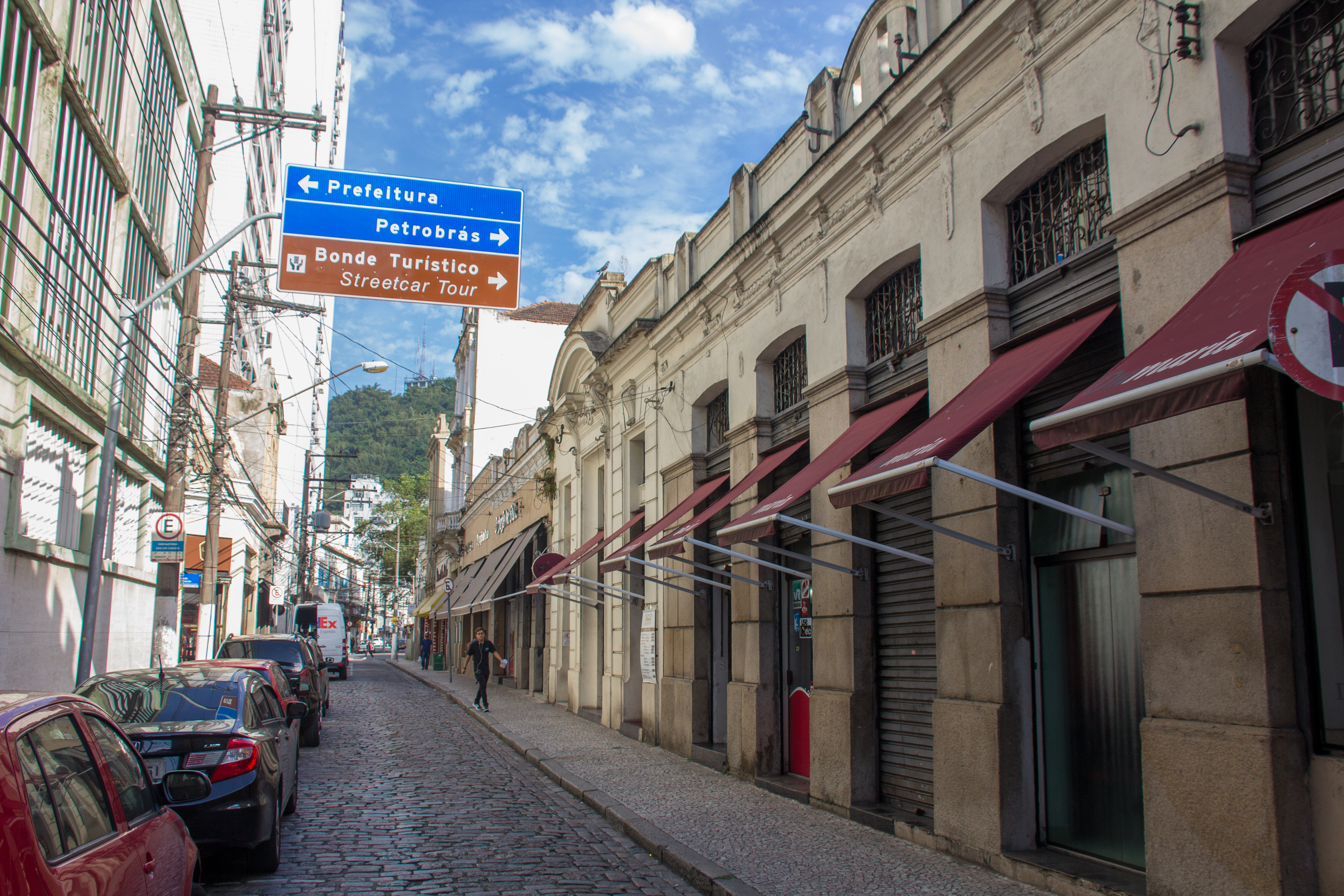
Rua do centro histórico da cidade

Verificam-se relatos a respeito da Ilha de São Vicente apenas dois anos após o descobrimento oficial do Brasil, em 1502, com a expedição de Américo Vespúcio para o reconhecimento da costa brasileira. Ao passar pela ilha dantes conhecida pelos indígenas sob o nome de Goiaó (ou Guaiaó), a expedição decidiu dar-lhe o nome do santo do dia, São Vicente.
A coroa portuguesa interessou-se pouco pela região nos trinta anos que se seguiram à expedição. Durante este tempo, vários corsários e piratas acudiam à região em busca do pau-brasil, madeira nobre que era objeto de cobiça na época, largamente explorada pelos portugueses na Mata Atlântica abundante da região.
No entanto, em 1531, devido à decadência dos negócios da coroa portuguesa na Índia, o Brasil volta ao centro das atenções. Uma esquadra de demarcação e posse de territórios é enviada pelo monarca D. João III à Ilha de São Vicente. O chefe da esquadra, o navegador Martim Afonso de Sousa, encontra na entrada do atual estuário de Santos (Ponta da Praia) um pequeno povoado e um atracadouro, conhecido como Porto de São Vicente. Um dos degredados trazidos pela expedição de Américo Vespúcio, Cosme Fernandes, fundara aí essa colônia, e prosperava graças ao comércio com os indígenas. A vila de São Vicente também refletia a prosperidade das atividades econômicas de Fernandes.
Martim Afonso, no entanto, expulsou Cosme Fernandes das terras e ocupou o porto de São Vicente. Também distribuiu sesmarias na parte norte da ilha, conhecida como Enguaguaçu, onde se encontravam terras adequadas ao plantio. Aí, se estabeleceram colonizadores portugueses, tais como Luís de Góis (e sua esposa Catarina de Andrade), Domingos Pires, Pascoal Fernandes, Francisco Pinto, Rui Pinto e os irmãos José e Francisco Adorno, que construíram um engenho perto do atual Morro de São Bento.
A vida do novo povoado, entre 1530 e 1543, passou a girar em torno do engenho e do plantio. Com a invasão e saqueio da vila de São Vicente por Cosme Fernandes, na Guerra de Iguape, que se vingou por haver sido expulso em 1531 por Martim Afonso de Sousa e, com o maremoto posterior que danificou seriamente essa vila, a população do povoado do Enguaguaçu só fez crescer.

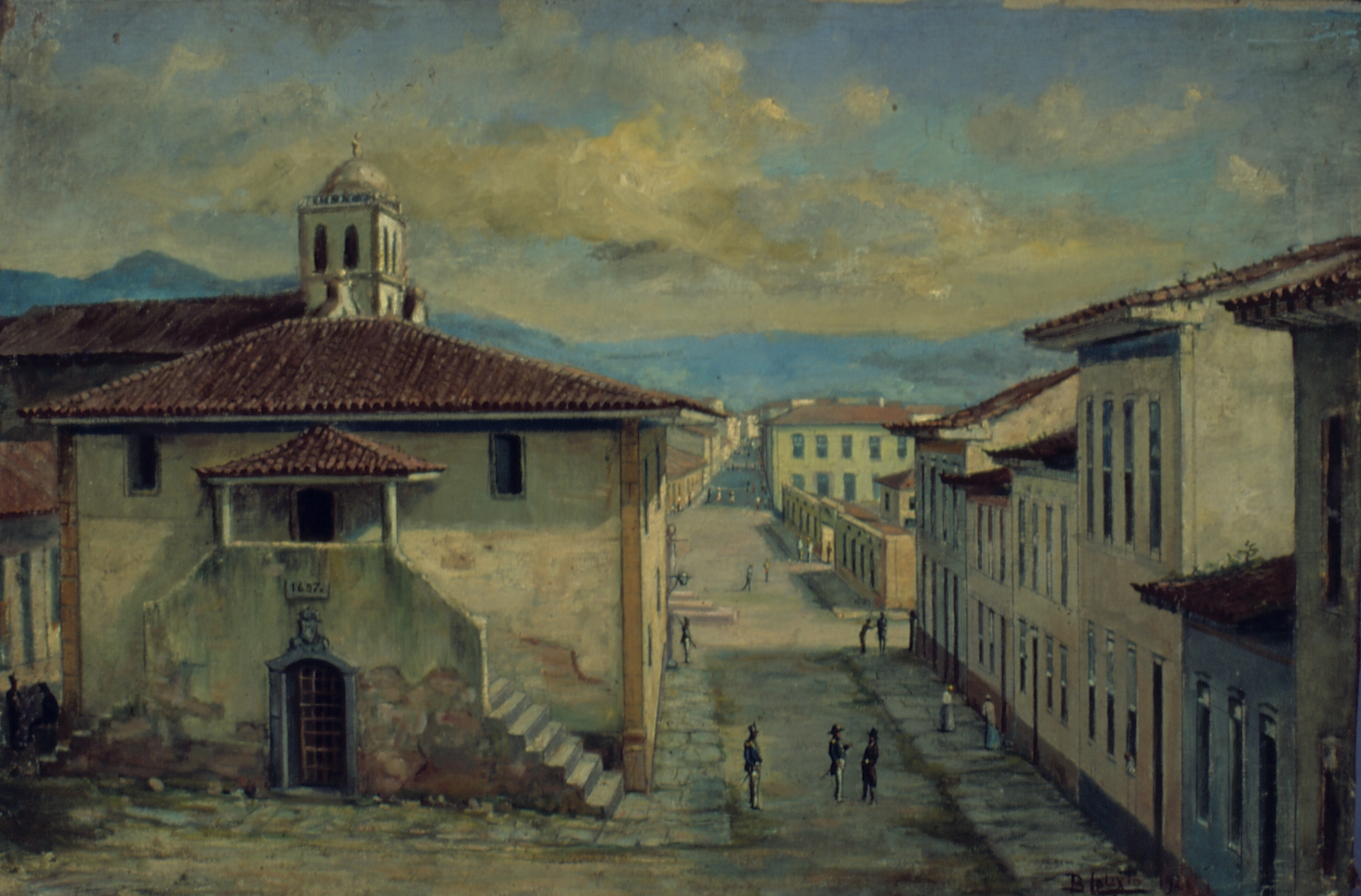
Casa do Conselho ou Câmara e Cadeia, por Benedito Calixto.

Em 1543, com o término da construção de uma capela num outeiro em homenagem a Santa Catarina (mártir cristã) por Luís de Góis, Brás Cubas conseguiu a transferência do Porto para o sítio do Enguaguaçu, que era mais seguro e o apoio do povoado era necessário para as embarcações que aportavam e para o fornecimento das mercadorias a exportar. O fidalgo português também levou a cabo a instalação de um hospital, nos moldes da Santa Casa de Lisboa, acelerando o desenvolvimento do local. O hospital foi denominado Santa Casa de Misericórdia de Todos os Santos e foi o segundo hospital do Brasil — sendo o mais antigo do país em funcionamento, uma vez que o Hospital da Santa Casa de Misericórdia de Olinda foi extinto. O novo povoado de Enguaguaçu passou então a ser conhecido como o povoado de Todos os Santos. Uma outra hipótese sobre o nome Santos viria do porto de Santos que havia em Lisboa, semelhante ao local do novo povoado. Daí, então a região próxima ao Outeiro era conhecida como "Vila do Porto de Santos", e depois, apenas "Santos".
Dessa forma, o povoado cresceu em importância: foi elevado à condição de vila por Brás Cubas em 1546 (data controversa, o ano de 1543 também é defendido por certos historiadores), vivendo os seus primeiros anos de ocupação por imigrantes portugueses e espanhóis. A Capela de Santa Catarina se tornou a Igreja Matriz da vila. Ainda hoje, comenta-se o fato de Santos ser uma das poucas cidades que conhecem exatamente o seu local de nascimento: o Outeiro de Santa Catarina, que existe até hoje.

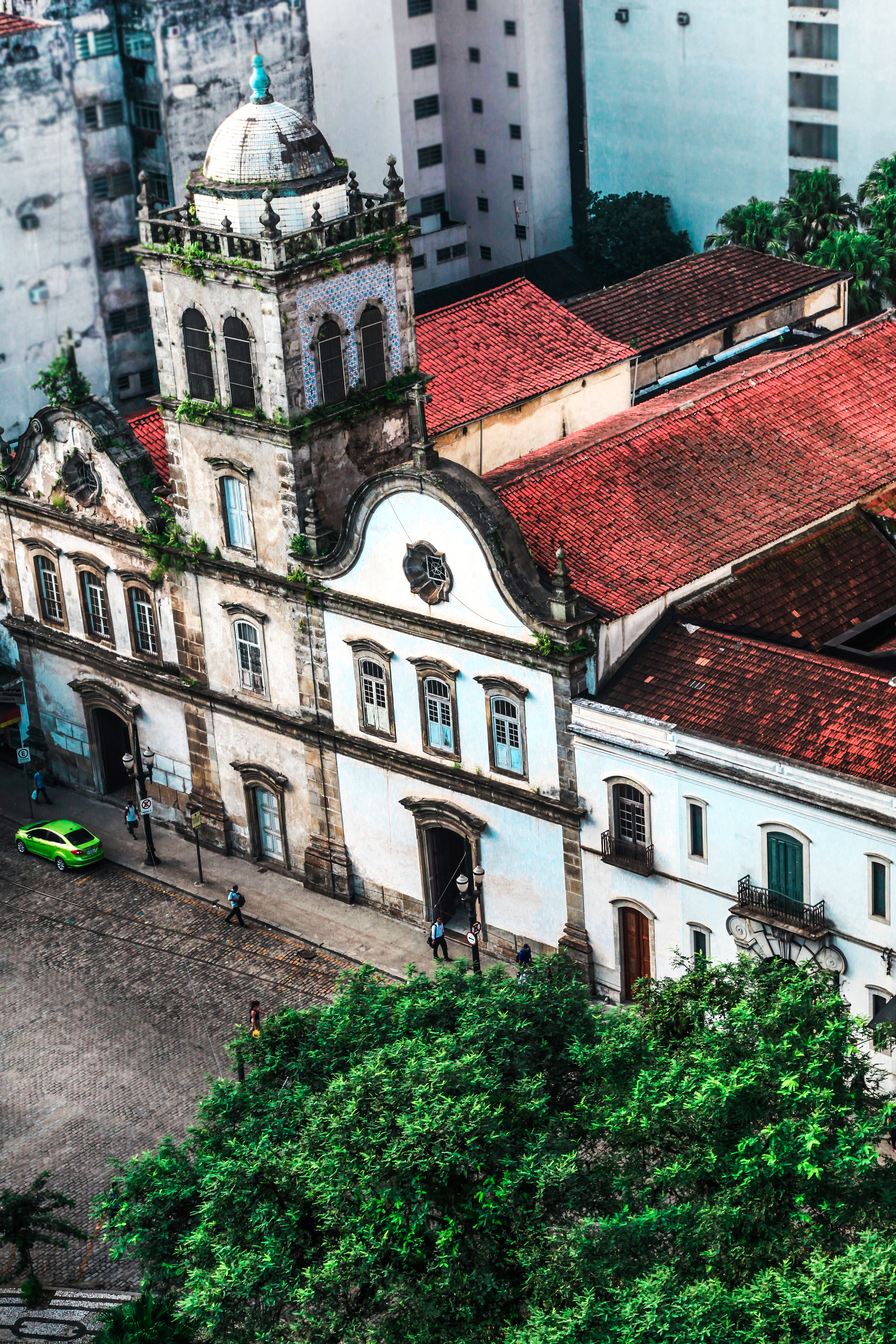
O Conjunto do Carmo é formado pela Igreja da Venerável Ordem Terceira do Carmo, datada de 1710, com altares de madeira em estilo rococó, e pela Igreja e Convento dos Frades Carmelitas, datada de 1599.

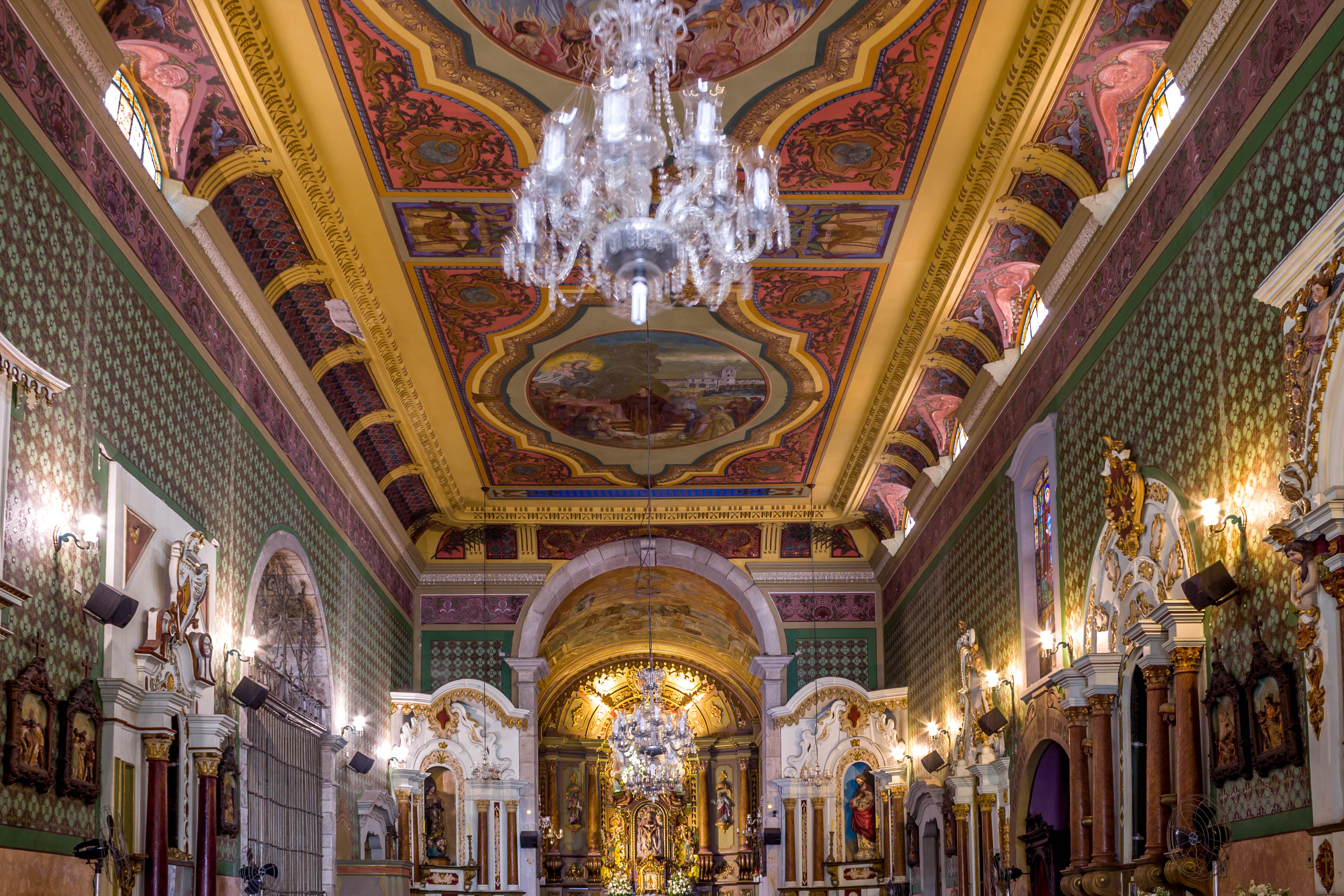
Retábulo da Capela da Venerável Ordem Terceira de São Francisco da Penitência, da Igreja de Santo Antônio do Valongo

| “ | Atribui-se a fundação de Santos a Brás Cubas, sertanista português que, em 1536, recebeu a mais vasta sesmaria do litoral da Capitania de São Vicente. Em 1543, Brás Cubas instalou às margens da baía a Casa de Misericórdia de Todos os Santos para abrigar doentes dos navios que chegavam da metrópole. O povoado, com nome simplificado de Santos foi elevado à categoria de vila em 1545. | ” |

### Desenvolvimento colonial
A segunda metade do século XVI foi significativa para Santos: criaram-se a Alfândega de Santos em 1550 — o mesmo ano da chegada dos padres jesuítas para a catequização dos índios tupis que ali moravam em núcleo, o arsenal de defesa em 1552, e instalou-se a ordem dos carmelitas em 1589. Mas também foi uma época em que Santos sofreu com a invasão e com os saques dos corsários, por ser um porto relativamente próspero.
O saque do pirata Thomas Cavendish, em 1591, deu origem em Santos à lenda do milagre de Nossa Senhora do Monte Serrat, padroeira da cidade. Conta a lenda que a população santista se refugiou num dos morros da cidade, o morro de São Jerônimo, para escapar aos piratas. Neste morro havia uma capela à qual um fidalgo espanhol trouxera uma imagem de Nossa Senhora de Montserrat (daí o nome dado ao morro, Monte Serrat). A população orava na capela de Montserrat quando os piratas começaram a subir para atacá-los e um deslizamento de terra, atribuído à Santa, os fez fugir. Desde então, Nossa Senhora do Monte Serrat é celebrada como padroeira da cidade, e seu dia é comemorado no dia 8 de setembro. Cavendish também destruiu o Outeiro de Santa Catarina e o Engenho dos Erasmos, sendo um dos responsáveis pelo declínio da incipiente economia canavieira da Capitania de São Vicente.
Thomas Cavendish permaneceu por dois meses em Santos, saqueando o que podia, chegou a roubar dois sacos de ouro que teriam vindo de uma mina no pico da Jaraguá.   Partiram daí para o Estreito de Magalhães com a finalidade de atacar as colônias espanholas, mas devido ter se demorado muito em Santos, pegaram mau tempo no Estreito de Magalhães onde ficaram presos, muitos de sua tripulação morreram de frio e de fome, tendo retornado a Santos para pedir ajuda na Santa Casa.
No século XVII, seguindo uma tendência de toda a Capitania de São Vicente, a vila de Santos entra em um longo e lento processo de estagnação e posterior decadência. Muitos habitantes da vila, na tentativa de buscar uma atividade econômica, se juntavam aos habitantes da vila de São Paulo de Piratininga e partiam nas expedições conhecidas como bandeiras.
No fim do século XVIII, a vila retoma o desenvolvimento e sua população começa a crescer. A construção da Calçada do Lorena - estrada de ligação de Santos com São Paulo, o desenvolvimento na infraestrutura (iluminação pública, melhoramentos no porto) e a posterior abertura dos portos brasileiros com a vinda da família real portuguesa reativaram o dinamismo econômico da vila.
Cabe destacar que vários episódios relacionados à independência do Brasil ocorreram em Santos, tais como a rebelião militar dos Quartéis de Santos liderada de Chaguinhas contra a tentativa das Cortes Constitucionais de Lisboa de fazer retroceder o Brasil à condição de colônia, e a passagem de D. Pedro I por Santos justo antes do célebre Grito da Independência. Aliás, note-se que o imperador nunca escondeu sua simpatia pela região, chegando a conferir à sua amante o título de Marquesa de Santos.

### Século XIX

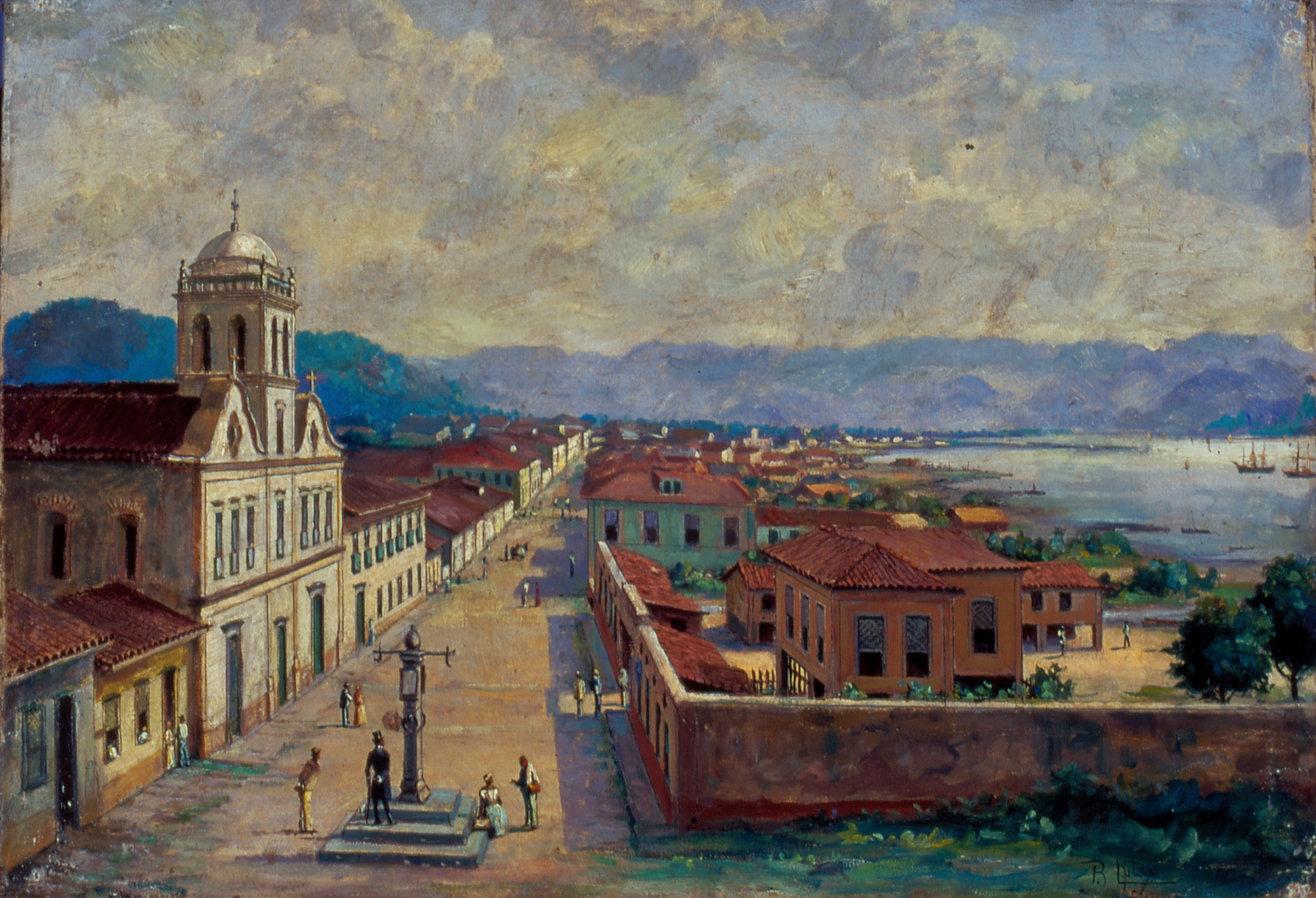
Santos em 1850, por Benedito Calixto.

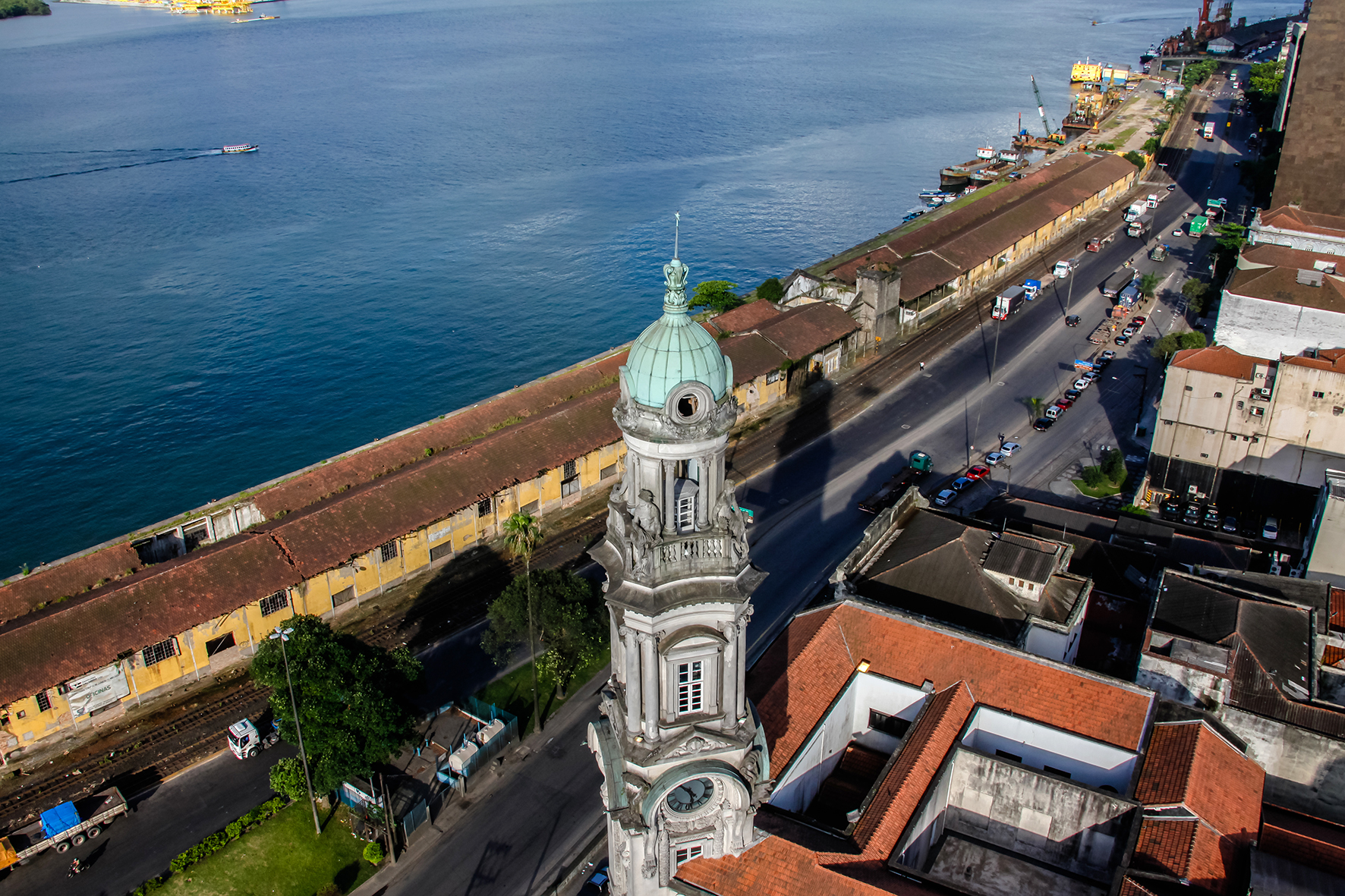
Torre do relógio da antiga Bolsa do Café em Santos.

Santos foi elevada à categoria de cidade em 26 de janeiro de 1839 quando a Assembleia Provincial (que hoje equivale a Assembleia Legislativa Estadual) resolveu aprovar uma Lei que elevou a Vila de Santos à condição de Cidade, assinada por Venâncio José Lisboa, presidente da Assembleia. Logo, comemora-se a cada dia 26 de janeiro o aniversário da cidade - não apenas o de sua elevação à categoria de Cidade, mas também o da sua fundação por Brás Cubas. Abaixo segue transcrita a lei de elevação. Era curiosa a metodologia da escrita na forma de fazer e sancionar as leis na época: existia um cabeçalho realmente grande, além do fato de a Lei ser específica (e não como ocorre atualmente, com nuances):
| “ | O Dr. Venâncio José Lisboa, presidente da Província de São Paulo (Nota: Esse cargo equivale ao atual Governador), etc. Faço saber a todos os seus habitantes que a Assembleia Legislativa Provincial decretou e eu sancionei, a lei seguinte: Artigo único – Fica elevada à categoria de Cidade de Santos, a Villa do mesmo nome, pátria do conselheiro José Bonifácio de Andrada e Silva, revogadas para isso as disposições em contrário (Nota: Já existia o hábito de escrever "Revoga-se …", pois é mais fácil do que pesquisar o intrincado arquivo legislativo adotado até essa época). Mando, portanto a todas as autoridades a quem o conhecimento e execução da referida lei pertencer, que a cumpram e façam cumprir tão inteiramente como nella se contém. O Secretário desta Província a faça imprimir, publicar e correr. Dada no Palácio do Governo de São Paulo, aos 26 dias do mês de janeiro de 1.839. (a) Venâncio José Lisboa". | ” |

A economia do café no Brasil representou um impulso sem precedentes de crescimento para Santos. A inauguração da ferrovia São Paulo Railway ligando Santos às lavouras cafeeiras de Jundiaí em 1867 foi uma fonte de progresso inestimável, principalmente para o porto. A cidade aumentou sua população sobremaneira, ocupando toda a área entre o porto e o Monte Serrat, e as áreas conhecidas como Paquetá e Macuco. A cidade também fervilhava de ideias: foi um dos centros do movimento abolicionista, com a figura de Quintino de Lacerda e seu famoso quilombo no bairro do Jabaquara. O Teatro Guarany, primeiro grande teatro da cidade e palco de manifestações pela abolição, foi inaugurado em 1888.

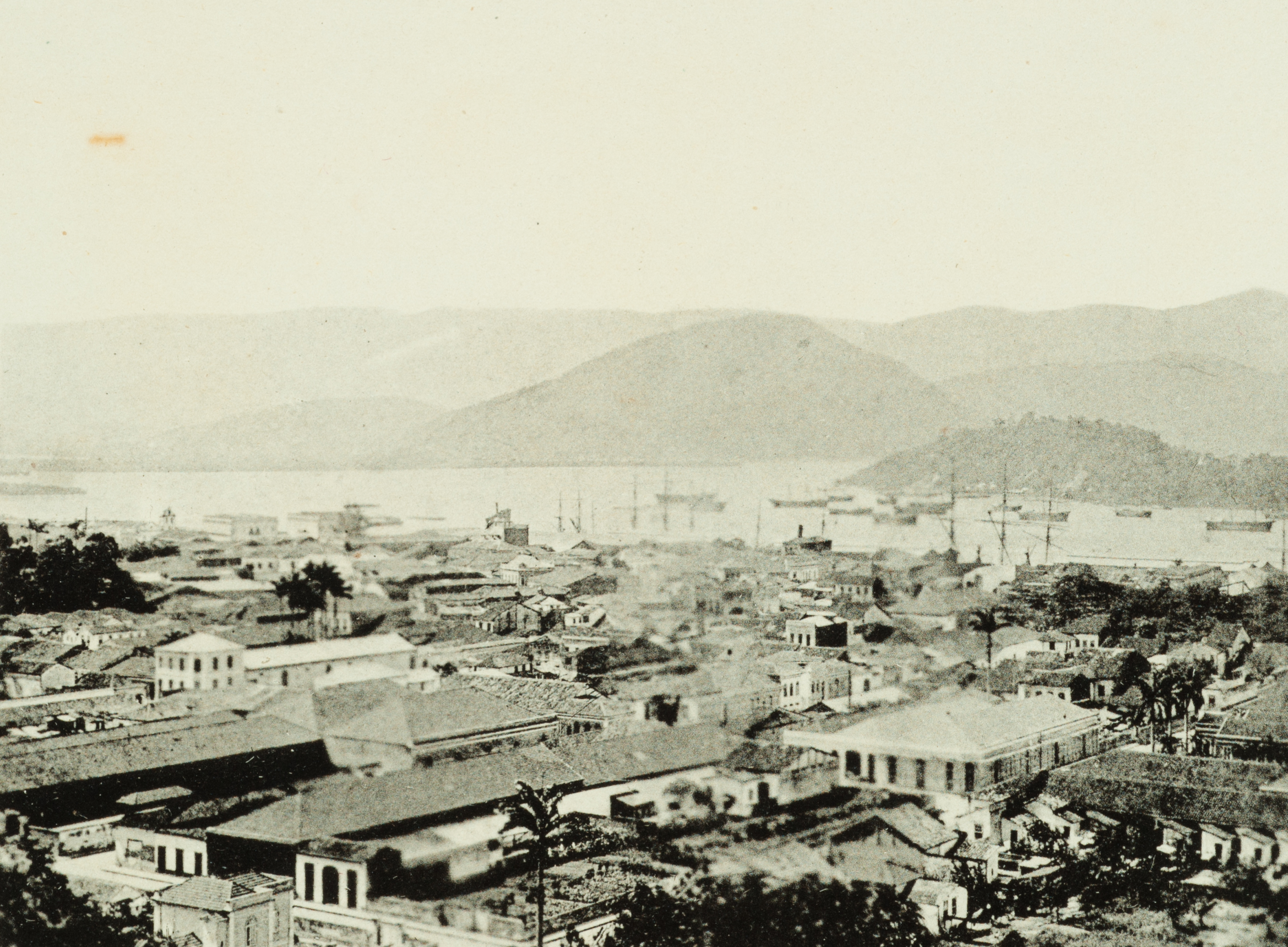
Santos em 1899

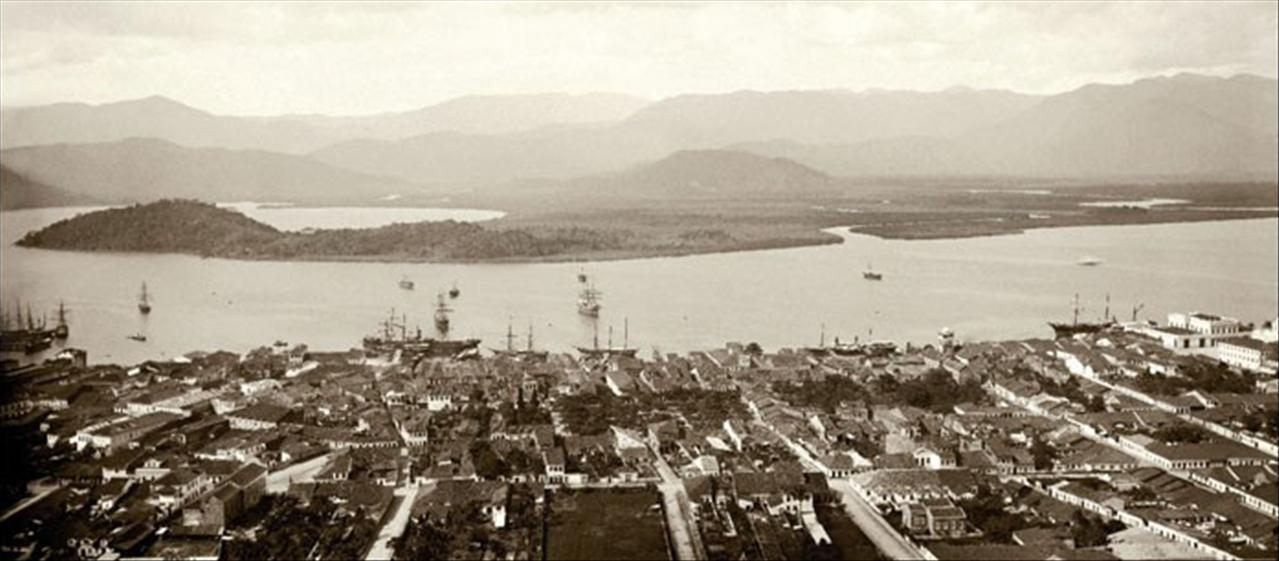
Porto da cidade de Santos no fim do século XIX em foto de Marc Ferrez.

Com a abolição da escravatura e a vinda de mão de obra italiana para substituir o trabalho dos negros, na agricultura, Santos se caracterizou como a porta de entrada do Brasil para os esperançosos imigrantes italianos e japoneses. Muitos acabaram se fixando na própria cidade em vez de seguirem o destino até então traçado para eles. O aumento populacional também acarretou problemas: uma grande epidemia de febre amarela em 1889 dizimou setecentas pessoas. Santos sofria constantemente com as doenças, com os alagamentos. A falta de saneamento básico era um problema, as doenças e os cortiços também. O Porto de Santos era temido, considerado o "porto da morte". Para sanar tais problemas, duas obras foram fundamentais: o Porto Organizado, inaugurado em 1892 pelos empresários Cândido Gaffrée e Eduardo Guinle, e o Saneamento de Santos, que é o responsável pelo fim definitivo das doenças e pela salubridade de Santos. A genialidade do projeto do engenheiro Saturnino de Brito teve o triplo mérito de drenar as planícies alagadas com os canais de drenagem - hoje marcos da paisagem urbana santista - de preservar a memória histórica do Centro e de ordenar a ocupação urbana da Ilha de São Vicente com um plano de ruas.

### Século XX

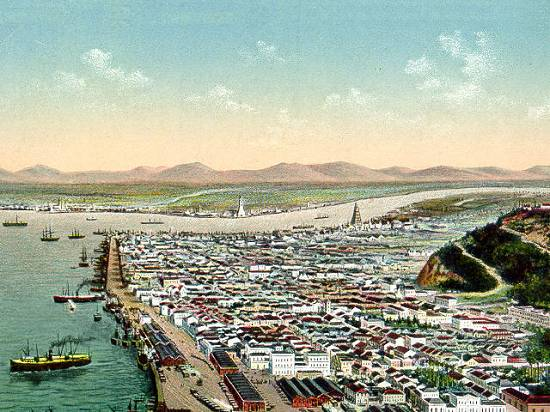
Santos durante a Primeira Guerra Mundial, por Benedito Calixto.

Santos se tornou definitivamente uma cidade turística a partir dos anos 1910, com a construção dos hotéis Internacional e Parque Balneário e com a construção dos jardins da orla de Santos a partir de 1935. Até hoje, o turismo em Santos é uma das atividades econômicas principais, ligado principalmente às praias e ao patrimônio histórico. Durante a ditadura militar brasileira, Santos teve a sua autonomia política suspensa: por abrigar o maior porto do Brasil, a cidade foi designada área de segurança nacional pelo governo, perdendo, assim, o direito de eleger prefeito. O prefeito eleito democraticamente Esmeraldo Tarquínio, foi cassado em 1968, o que representou um duro golpe para a cidade.
No início dos anos 1980, com o enfraquecimento do regime, pressões políticas pela volta da autonomia cresceram. Finalmente, em 1983, Santos recuperou sua autonomia. A cidade elegeu de maneira democrática o primeiro prefeito em vinte anos, que era ao mesmo tempo um dos principais nomes do movimento pela autonomia: Oswaldo Justo (ligado ao PMDB). Em 1989, a cidade foi palco de um marco na história da luta antimanicomial e da reforma psiquiátrica no Brasil quando no dia 3 de maio a então prefeita Telma de Souza decretou a intervenção da Casa de Saúde Anchieta, manicômio conhecido popularmente como "Casa dos Horrores" onde os internos eram submetidos a diversas violações de direitos humanos. Em um ato inédito no país, foram criados cinco Núcleos de Atenção Psicossocial para atender os pacientes egressos do Anchieta, desativado definitivamente em 1996.
Durante a década de 1990, como resultado de um processo vindo já da década de 1980, Santos enfrentou uma crise no turismo devido à piora na balneabilidade das suas praias. A cidade passou a recuperar-se a partir do início da década de 1990, em um trabalho de reversão da imagem negativa adquirida ao longo da década de 1970. O comércio cresceu na cidade, e surgiram casas noturnas, agências de recepção turística, hotéis e flats. Em 1991, a Bienal de Artes Plásticas de Santos, interrompida por dezoito anos, voltou a ser realizada, no intuito de recuperar a identidade cultural do município. A partir de 1993, a prefeitura passou a investir no turismo, com revitalizações paisagísticas e construções de ciclovias na cidade. Deste modo, Santos foi considerada a cidade mais visitada por turistas estrangeiros no litoral paulista.

### Século XXI

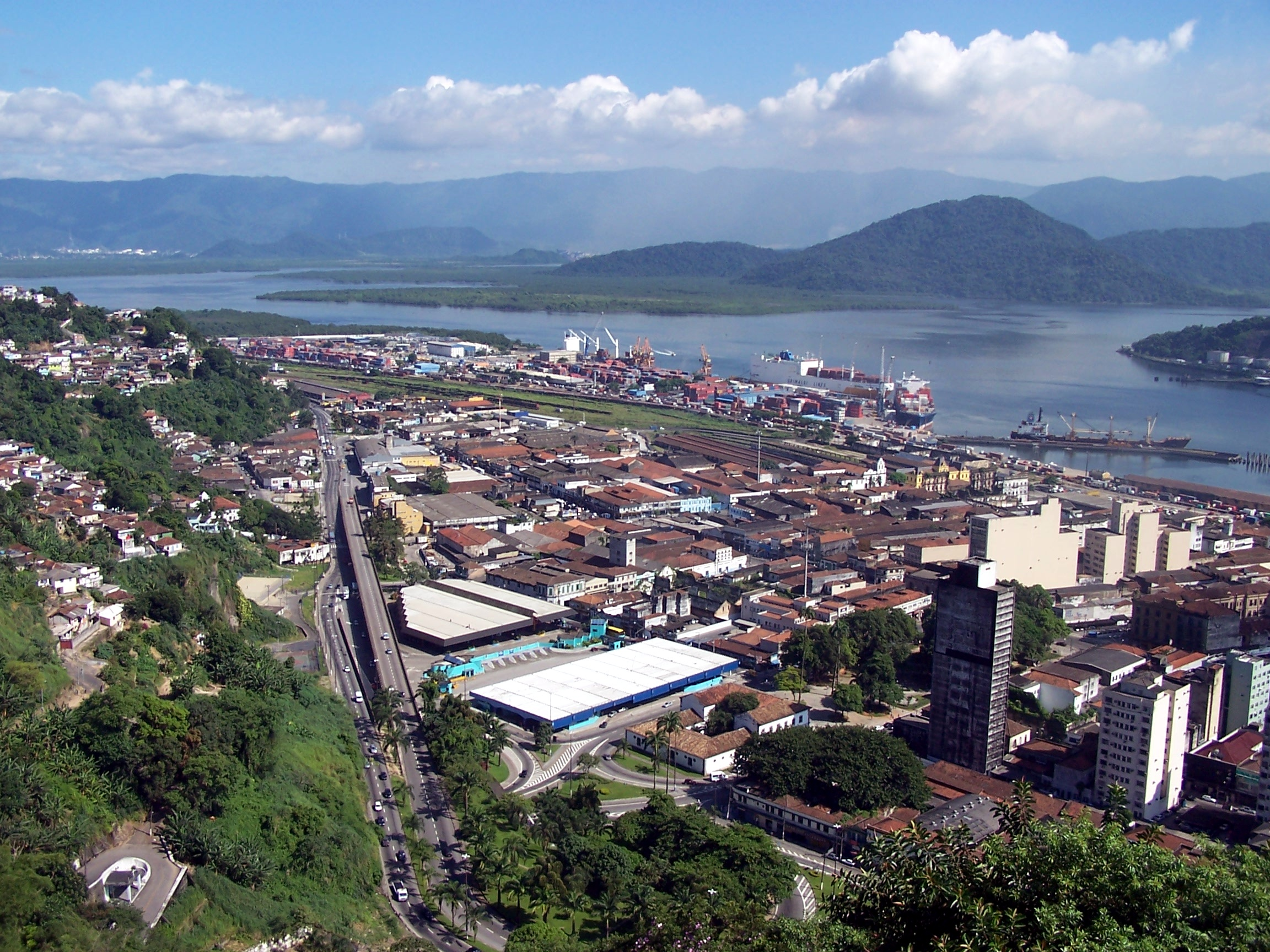
Centro de Santos em 2005

A partir do início do século XXI, ocorreram projetos de revitalização da área central da cidade, reconhecida como Centro Histórico. Foram oferecidos incentivos fiscais às empresas em troca de restaurações de prédios depredados, o que melhorou consideravelmente seu aspecto e trouxe empresas para a região. Programações culturais e artísticas atraíram restaurantes e clubes, como a reativação do Teatro Coliseu Santista e a implantação do Bonde Turístico.
Nos últimos anos, a cidade contou com grandes empreendimentos principalmente voltados a intervenções logísticas no porto e imobiliárias por prédios voltados à indústria de logística, do petróleo e gás, além de obras para implantação de trecho ferroviário do VLT da Baixada Santista.
No dia 13 de agosto de 2014, um avião caiu sobre uma área residencial do bairro do Boqueirão, matando sete pessoas, incluindo Eduardo Campos, então candidato a Presidência do Brasil.

## Geografia

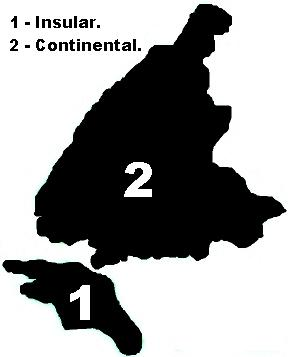
Mapa da área insular e continental de Santos

Divide-se principalmente em duas áreas geográficas distintas: a área continental e a área insular. As duas áreas diferem tanto em termos demográficos, quanto em termos econômicos e geográficos.
A área continental estende-se por 231,6 quilômetros quadrados, representando a maior parte do território do município. Quase 70% dessa área é classificada como Área de Proteção Ambiental por estar situada dentro dos limites do Parque Estadual da Serra do Mar e por abrigar uma grande área de Mata Atlântica nativa sobre as escarpas da Serra do Mar.
A área insular estende-se sobre a Ilha de São Vicente, cujo território é dividido com o município vizinho de São Vicente. Com uma área de 39 quilômetros quadrados, densamente urbanizada, abriga quase a totalidade dos habitantes da cidade.

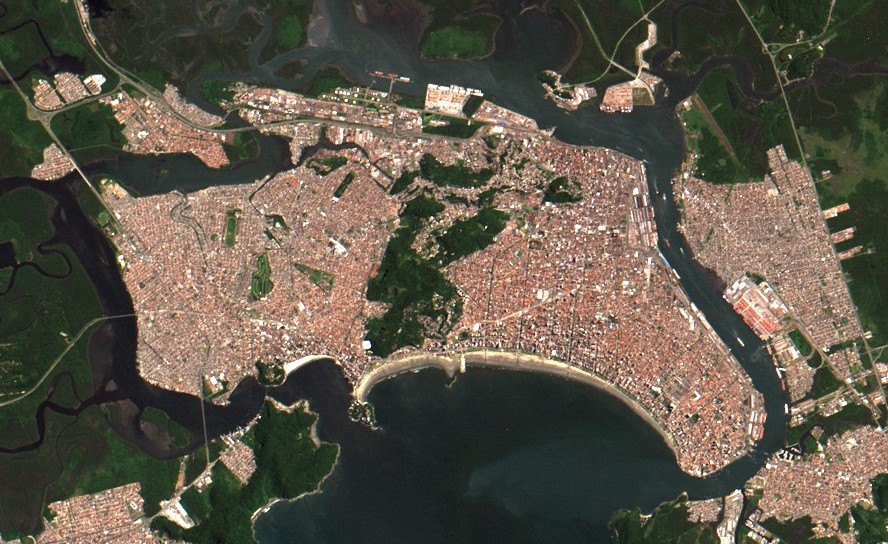
Imagem de satélite da ilha de São Vicente

A orla santista é composto por 6 praias em oito quilômetros de extensão. A orla é urbanizada com 218 800 metros quadrados de jardim urbano à beira-mar. Na Zona Intermediária são identificados os seguintes bairros (entre a orla e o centro) da cidade: Campo Grande, Encruzilhada, Estuário, Jabaquara, Macuco, Marapé, Vila Belmiro, Vila Hayden e Vila Mathias. Foi instituído, ainda, o bairro Chinês a partir da Lei de Uso do Solo de 2011 na área.
A Zona Noroeste surgiu após a necessidade de expansão territorial na cidade que, apesar da distância da orla, se desenvolveu e expandiu-se a partir do antigo caminho do mar ao redor dos trilhos de um bonde que seguiu em direção a São Vicente. Integra, de uma forma geral, os mais recentes bairros na cidade: Alemoa, Areia Branca, Bom Retiro, Caneleira, Castelo, Chico de Paula, Piratininga, Rádio Clube, Saboó, Santa Maria, São Jorge, São Manoel, Vila Haddad e Vila Progresso, além de contar com o bairro Ilhéu Alto oficializada a partir de 2011 em um local de morro distante do aglomerado dos outros morros da cidade. A Zona Central é o ponto inicial da cidade, onde foi fundada a Vila de Santos, atualmente compreende os bairros Valongo, Centro, Paquetá, Vila Nova e Monte Serrat.

### Clima
| Maiores acumulados de precipitação em 24 horas registrados em Santos por meses (INMET/CIIAGRO, 1931-2017) | Maiores acumulados de precipitação em 24 horas registrados em Santos por meses (INMET/CIIAGRO, 1931-2017) | Maiores acumulados de precipitação em 24 horas registrados em Santos por meses (INMET/CIIAGRO, 1931-2017) | Maiores acumulados de precipitação em 24 horas registrados em Santos por meses (INMET/CIIAGRO, 1931-2017) | Maiores acumulados de precipitação em 24 horas registrados em Santos por meses (INMET/CIIAGRO, 1931-2017) | Maiores acumulados de precipitação em 24 horas registrados em Santos por meses (INMET/CIIAGRO, 1931-2017) |
| Mês | Acumulado                                                                                                 | Data | Mês | Acumulado                                                                                                 | Data |
| --- | --- | --- | --- | --- | --- |
| Janeiro                                                                                                   | 203,8 mm                                                                                                  | 11/01/1966                                                                                                | Julho | 170,2 mm                                                                                                  | 20/07/1973                                                                                                |
| Fevereiro                                                                                                 | 368,8 mm                                                                                                  | 18/02/1934                                                                                                | Agosto | 63,3 mm                                                                                                   | 25/08/1966                                                                                                |
| Março | 201,8 mm                                                                                                  | 12/03/1998                                                                                                | Setembro                                                                                                  | 103,6 mm                                                                                                  | 30/09/1945                                                                                                |
| Abril | 149 mm | 01/04/1938                                                                                                | Outubro                                                                                                   | 126,4 mm                                                                                                  | 30/10/1962                                                                                                |
| Maio | 130,4 mm                                                                                                  | 01/05/1961                                                                                                | Novembro                                                                                                  | 140,4 mm                                                                                                  | 13/11/1966                                                                                                |
| Junho | 97,9 mm                                                                                                   | 04/06/1985                                                                                                | Dezembro                                                                                                  | 239,5 mm                                                                                                  | 17/12/1934                                                                                                |

Santos possui clima tropical litorâneo úmido. Os verões são quentes e úmidos (com pluviosidade média acima dos 250 mm no mês de janeiro), enquanto os invernos têm como característica temperaturas mais amenas e menor incidência de chuvas (pluviosidade média em torno dos 55 mm em agosto). Primavera e outono se caracterizam como estações de transição.
Segundo dados do Instituto Nacional de Meteorologia (INMET), de 1931 a 1996, e do Centro Integrado de Informações Agrometeorológicas (CIIAGRO), de 1996 a 2017, a menor temperatura registrada em Santos foi de 4,2 °C em 13 de junho de 2016 e a maior atingiu 40,7 °C em 9 de setembro de 1997.
Fora da série do INMET, foi registrada uma temperatura de 41,7 °C em 27 de janeiro de 2022. O maior acumulado de precipitação em 24 horas, medido pela série do INMET, foi de 368,8 milímetros (mm) em 18 de fevereiro de 1934. Acumulados iguais ou superiores a 200 mm também foram registrados em 17 de dezembro de 1934 (239,5 mm), 11 de janeiro de 1966 (203,8 mm) e 12 de março de 1998 (201,8 mm).
| Dados climatológicos para Santos | Dados climatológicos para Santos | Dados climatológicos para Santos | Dados climatológicos para Santos | Dados climatológicos para Santos | Dados climatológicos para Santos | Dados climatológicos para Santos | Dados climatológicos para Santos | Dados climatológicos para Santos | Dados climatológicos para Santos | Dados climatológicos para Santos | Dados climatológicos para Santos | Dados climatológicos para Santos | Dados climatológicos para Santos |
| Mês | Jan                              | Fev                              | Mar                              | Abr                              | Mai                              | Jun                              | Jul                              | Ago                              | Set                              | Out                              | Nov                              | Dez                              | Ano                              |
| --- | -------------------------------- | -------------------------------- | -------------------------------- | -------------------------------- | -------------------------------- | -------------------------------- | -------------------------------- | -------------------------------- | -------------------------------- | -------------------------------- | -------------------------------- | -------------------------------- | -------------------------------- |
| Temperatura máxima recorde (°C) | 40                               | 40,3                             | 38,3                             | 37                               | 37                               | 34,5                             | 35,8                             | 38,7                             | 40,8                             | 38,4                             | 40,3                             | 40,7                             | 40,8                             |
| Temperatura máxima média (°C) | 30,2                             | 31,1                             | 29,8                             | 28,4                             | 25,8                             | 24,8                             | 23,7                             | 24,3                             | 24,7                             | 25,7                             | 27                               | 29,1                             | 27,1                             |
| Temperatura média (°C) | 26,2                             | 26,9                             | 25,7                             | 24,4                             | 21,6                             | 20,3                             | 19,4                             | 20,1                             | 21                               | 22,5                             | 23,5                             | 25,2                             | 23,1                             |
| Temperatura mínima média (°C) | 22,3                             | 22,6                             | 21,7                             | 20,3                             | 17,3                             | 15,8                             | 15                               | 15,8                             | 17,2                             | 19,2                             | 20,1                             | 21,3                             | 19,1                             |
| Temperatura mínima recorde (°C) | 14,6                             | 14,1                             | 15,3                             | 10                               | 8,7                              | 4,2                              | 4,8                              | 4,3                              | 7,2                              | 10,4                             | 8,2                              | 13,6                             | 4,2                              |
| Precipitação (mm) | 291,4                            | 218,4                            | 229,1                            | 180,5                            | 127,4                            | 92,7                             | 102,6                            | 74,1                             | 134,8                            | 173,6                            | 188,3                            | 240,7                            | 2 053,6                          |
| Umidade relativa compensada (%) | 80,4                             | 82                               | 82                               | 81                               | 81,8                             | 81,2                             | 82                               | 82,8                             | 83,3                             | 81,9                             | 79,8                             | 79,6                             | 81,5                             |
| Insolação (h) | 130,9                            | 120,9                            | 124,7                            | 127,7                            | 135                              | 118                              | 115,9                            | 95,2                             | 69,9                             | 95,3                             | 122                              | 120,8                            | 1 376,3                          |
| Fonte: Centro Integrado de Informações Agrometeorológicas (CIIAGRO-SP) (climatologia de temperatura/precipitação: 1996-2017; recordes de temperatura: 10/06/1996 a 17/12/2017) |                                  |                                  |                                  |                                  |                                  |                                  |                                  |                                  |                                  |                                  |                                  |                                  |                                  |
| Fonte 2: Instituto Nacional de Meteorologia (INMET) (umidade compensada e horas de sol: 1981-2010; recordes de temperatura de 1931 a 1996)                                     |                                  |                                  |                                  |                                  |                                  |                                  |                                  |                                  |                                  |                                  |                                  |                                  |                                  |

## Demografia

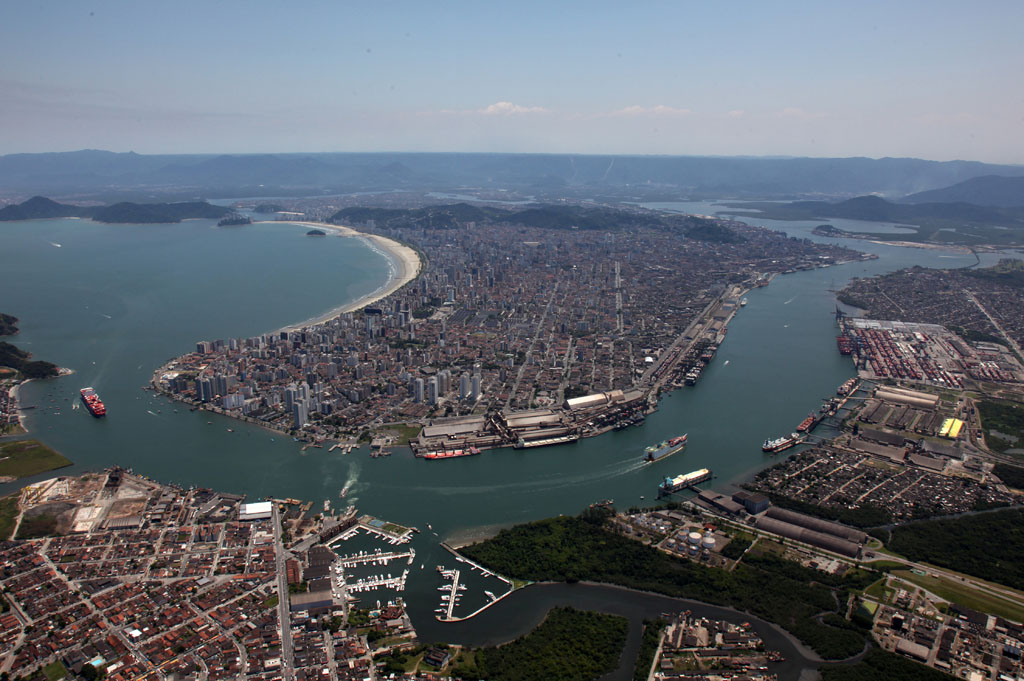
Fotografia aérea da ilha de São Vicente

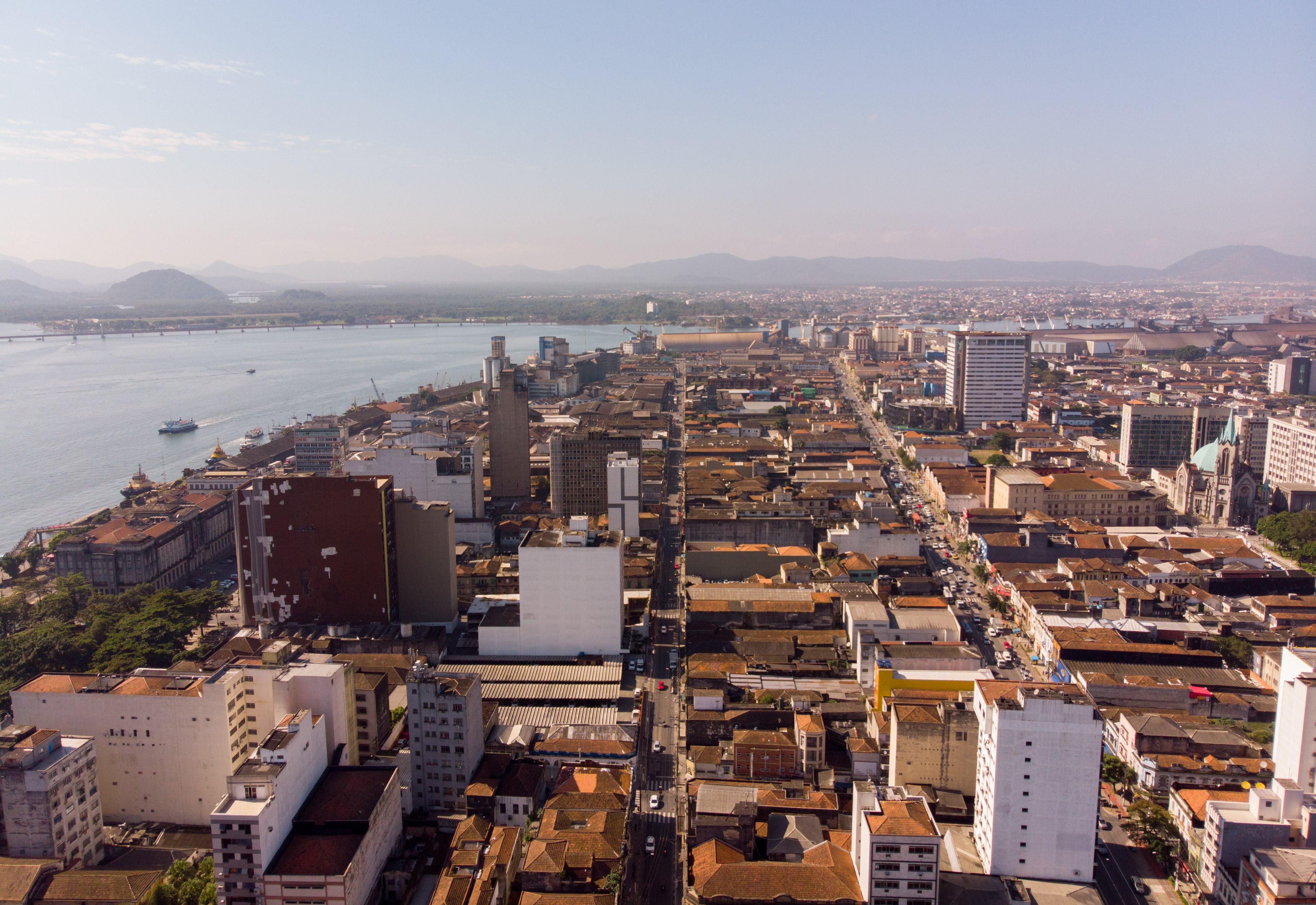
Vista da região central da cidade

Segundo os dados do Censo de 2010, Santos possuía naquele ano, 419 400 moradores: 419 086 deles moravam na zona urbana (99,93%) e 314 na zona rural (0,07%). De acordo os mesmos dados, 191 912 eram homens e 227 488 mulheres. Naquele ano havia 38 159 pessoas morando em aglomerados subnormais, o que correspondia a 9,13% de sua população.
Dos moradores com 10 anos ou mais, 97,8% eram alfabetizados e 11% tinham rendimento nominal mensal abaixo de um salário mínimo.
Em 2022, a população do município foi contada pelo Instituto Brasileiro de Geografia e Estatística em 418,608 habitantes, sendo o décimo mais populoso do estado, apresentando uma densidade populacional de 1 489,53 habitantes por quilômetro quadrado. Em 2010, o Índice de Desenvolvimento Humano era de 0,840, o terceiro maior do estado.
Naquele ano, segundo dados do Censo do Instituto Brasileiro de Geografia e Estatística, a população santista era composta por 71,67% de brancos; 22,33% de pardos; 4,71% de pretos; 1,10% de amarelos; 0,14% ameríndios; além de 0,05% sem declaração. A cidade recebeu imigrantes principalmente durante o século XX.

### Região metropolitana

Mapa dos municípios que integram a Região Metropolitana da Baixada Santista

O intenso processo de conurbação atualmente em curso na região vem criando uma metrópole cujo centro está em Santos e atinge vários municípios, como São Vicente, Praia Grande e Guarujá. A Região Metropolitana da Baixada Santista foi criada mediante Lei Complementar Estadual 815, em 30 de julho de 1996, tornando-se a primeira região metropolitana brasileira sem status de capital estadual.
Estende-se sobre municípios pertencentes tanto à Mesorregião de Santos (sobreposta à Microrregião de Santos) quanto à Mesorregião do Litoral Sul Paulista (mais precisamente, à Microrregião de Itanhaém). Todos os municípios da Região Metropolitana integram o litoral de São Paulo.
A região abrange 2 419,930 quilômetros quadrados (corresponde a menos de 1% da superfície do estado de São Paulo). É a 15ª região metropolitana mais populosa do Brasil, com uma população de cerca de 1,6 milhão de moradores fixos, e faz parte do Complexo Metropolitano Expandido, uma megalópole que compreendia em 2008, 12% da população brasileira, ou cerca de 30 milhões de habitantes. Nos períodos de férias, acolhe igual número de pessoas, que se instalam na quase totalidade em seus municípios.

### Religião

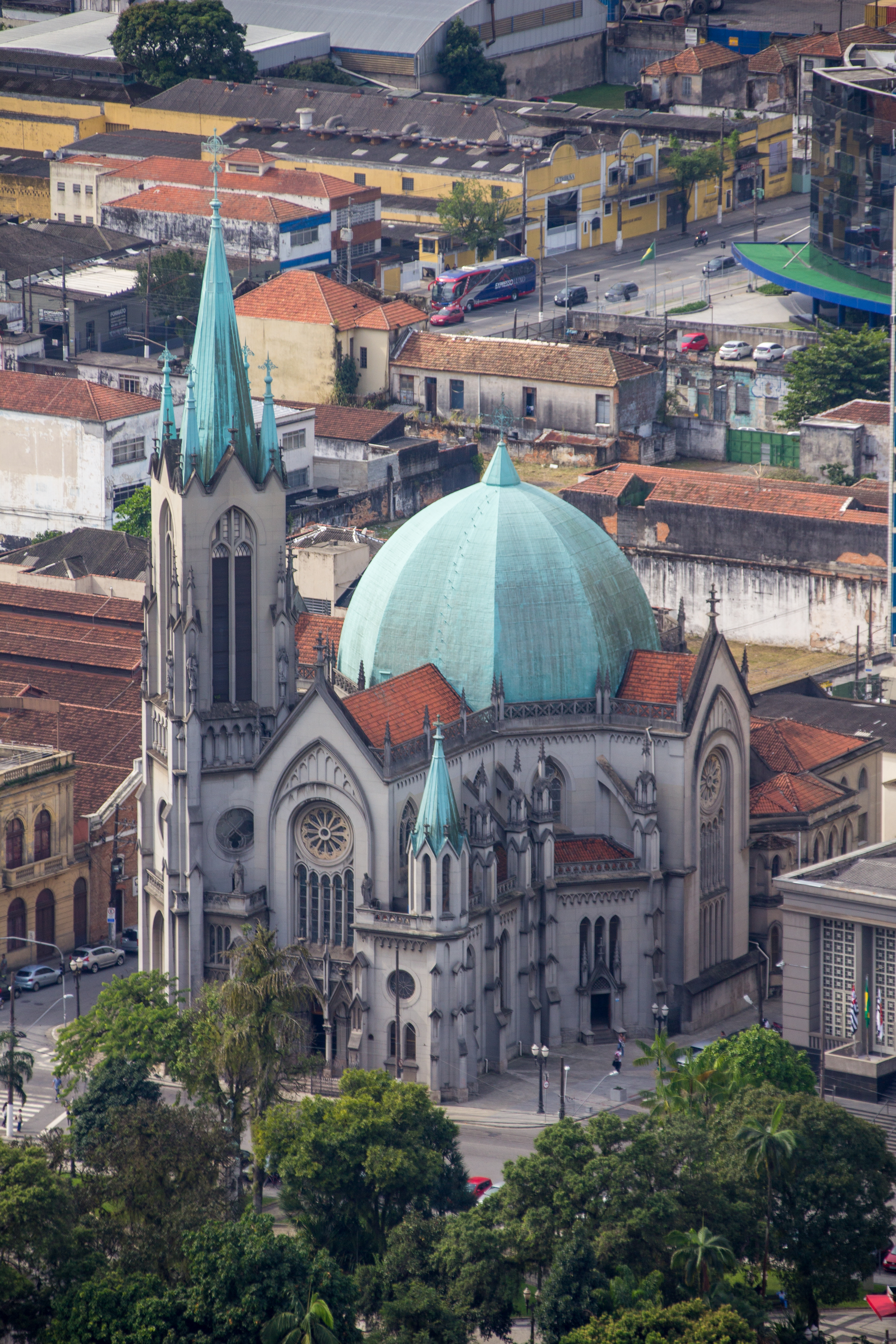
Catedral de Santos.

Tal qual a variedade cultural verificável em Santos, são diversas as manifestações religiosas presentes na cidade. Embora tenha se desenvolvido sobre uma matriz social eminentemente católica, tanto devido à colonização quanto à imigração — e ainda hoje a maioria dos santistas declara-se católica —, é possível encontrar atualmente na cidade dezenas de denominações protestantes diferentes, assim como a prática do budismo, do islamismo, espiritismo, entre outras.
De acordo com dados do censo de 2010 realizado pelo IBGE, a população santista era composta naquele ano por: 276 590 católicos (65,05%); 56 370 protestantes (13,44%), 34 380 pessoas sem religião (8,20%), 31 876 espíritas (2,31%), 1 657 umbandistas (0,40%), 1 471 budistas (0,35%) e 471 judeus (0,11%). Segundo o censo brasileiro de 2022, a composição religiosa da cidade era de 58,98% católicos, 14,39% evangélicos ou protestantes, 7,67% espíritas, 2,13% umbandistas ou candomblecistas, 0,03% religião tradicional, 6,23% outra religião, 10,45% irreligiosos, 0,06% desconhecidos e 0,05% não declarados.
Santos está localizada no país mais católico do mundo em números absolutos. A Igreja Católica teve seu estatuto jurídico reconhecido pelo governo federal em outubro de 2009, ainda que o Brasil seja atualmente um estado oficialmente laico. A Diocese de Santos, presente na cidade, engloba as paróquias das cidades de Bertioga, Cubatão, Guarujá, Itanhaém, Mongaguá, Peruíbe, Praia Grande e São Vicente. O município está dividido em 23 paróquias.

## Governo e política

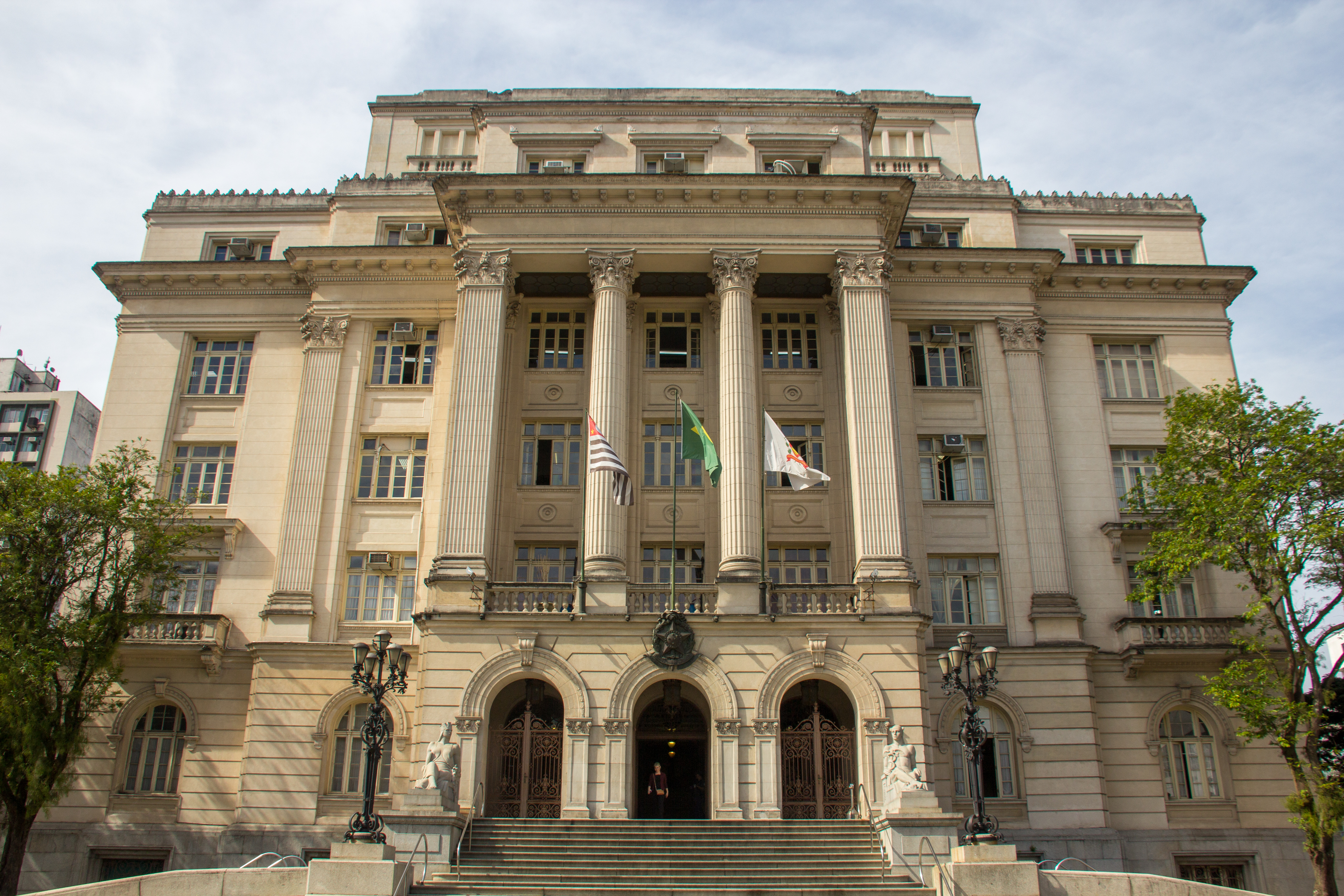
Palácio José Bonifácio, sede da Prefeitura de Santos

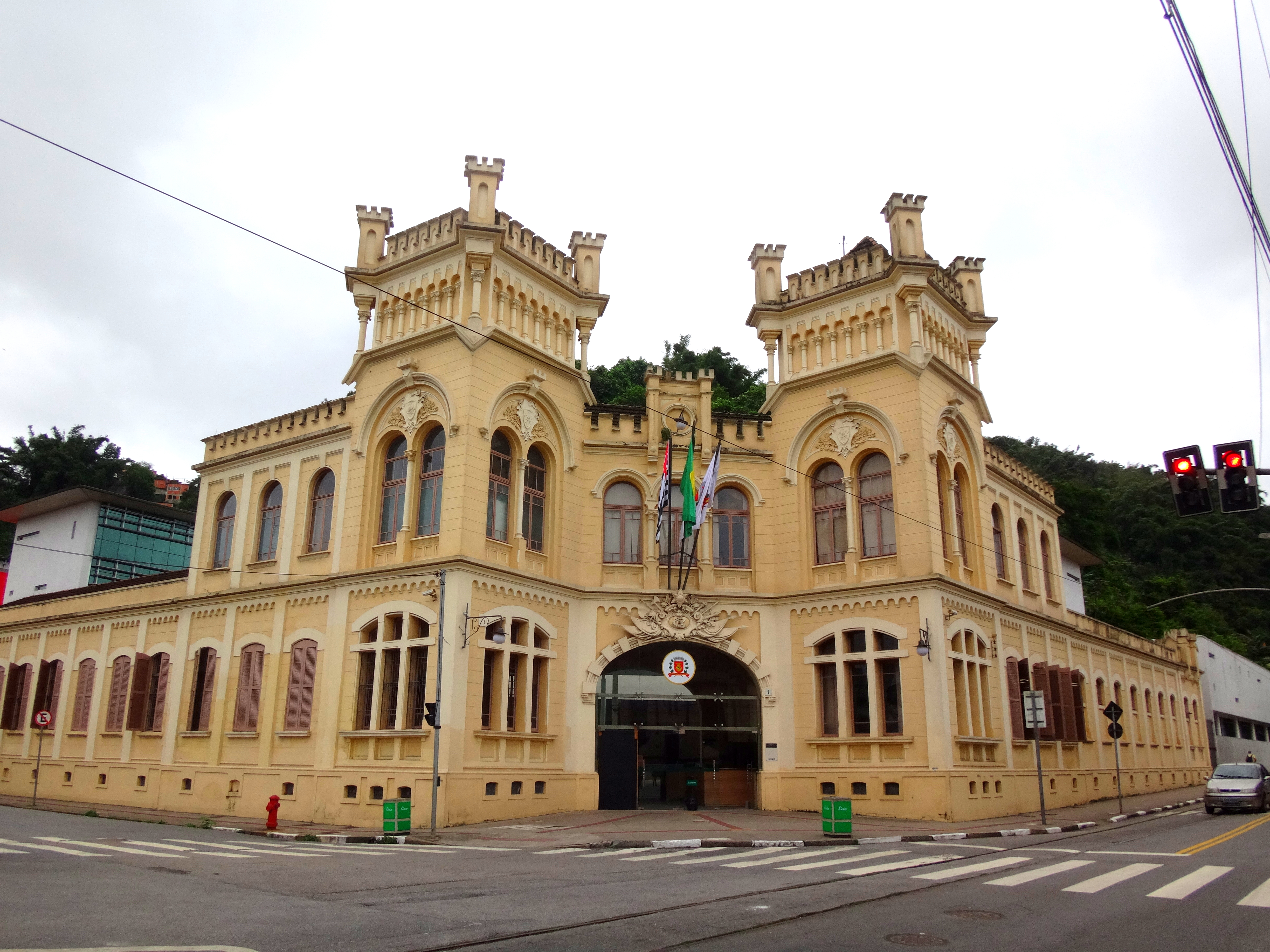
Castelinho, sede da Câmara Municipal de Santos

De acordo com a Constituição de 1988, Santos está localizada em uma república federativa presidencialista. Foi inspirada no modelo estadunidense, no entanto, o sistema legal brasileiro segue a tradição romano-germânica do Direito positivo. A administração municipal se dá pelo poder executivo e pelo poder legislativo.
Antes de 1930, os municípios eram dirigidos pelos presidentes das câmaras municipais, também chamados de agentes executivos ou intendentes. Somente após a Revolução de 1930 é que foram separados os poderes municipais em executivo e legislativo. O primeiro prefeito de Santos foi o Coronel Carlos Augusto Vasconcelos Tavares. Ao longo de vários mandatos, diferentes pessoas já passaram pela prefeitura.
O eleito nas eleições municipais de Santos em 2020 foi Rogério Santos, do Partido da Social Democracia Brasileira (PSDB), que tomou posse no ano seguinte.
O poder legislativo da cidade de Santos é constituído pela câmara municipal, composta por 21 vereadores eleitos para mandatos de quatro anos (em observância ao disposto no artigo 29 da Constituição) e está composta da seguinte forma: três do PSDB; três do Progressistas (PP); três do Partido Liberal (PL); dois do Democratas (DEM); dois do Partido Socialista Brasileiro (PSB); dois do Partido dos Trabalhadores (PT); dois do Podemos (PODE); dois do Republicanos; 1 do Partido Socialismo e Liberdade (PSOL) e 1 do Partido Social Liberal (PSL).

### Cidades irmãs
Cidades-irmãs de Santos:
- Shimonoseki, Japão (1971)
- Nagasaki, Japão (1972)
- Trieste, Itália (1978)
- Coimbra, Portugal (1980)
- Funchal, Portugal (1988)
- Ushuaia, Argentina (1994)
- Havana, Cuba (1995)
- Taizhou, China (1995)
- Ansião, Portugal (1996)
- Phnom Penh, Camboja (1997)
- Rangum, Myanmar (1999)
- Ningbo, China (2000)
- Arouca, Portugal (2001)
- Constança, Romênia (2001)
- Ulsan, Coreia do Sul (2002)
- Colón, Panamá (2006)
- Cadiz, Espanha (2010)[73]
- Fernando de la Mora, Paraguai (2011)[74]
- Callao, Peru (2013)
- Veracruz, México (2014)
- Alajuela, Costa Rica (2014)
- Kenitra, Marrocos (2015)
- Viseu, Portugal (2018)
- Lousã, Portugal (2019)[75]
- Porto, Portugal

## Economia

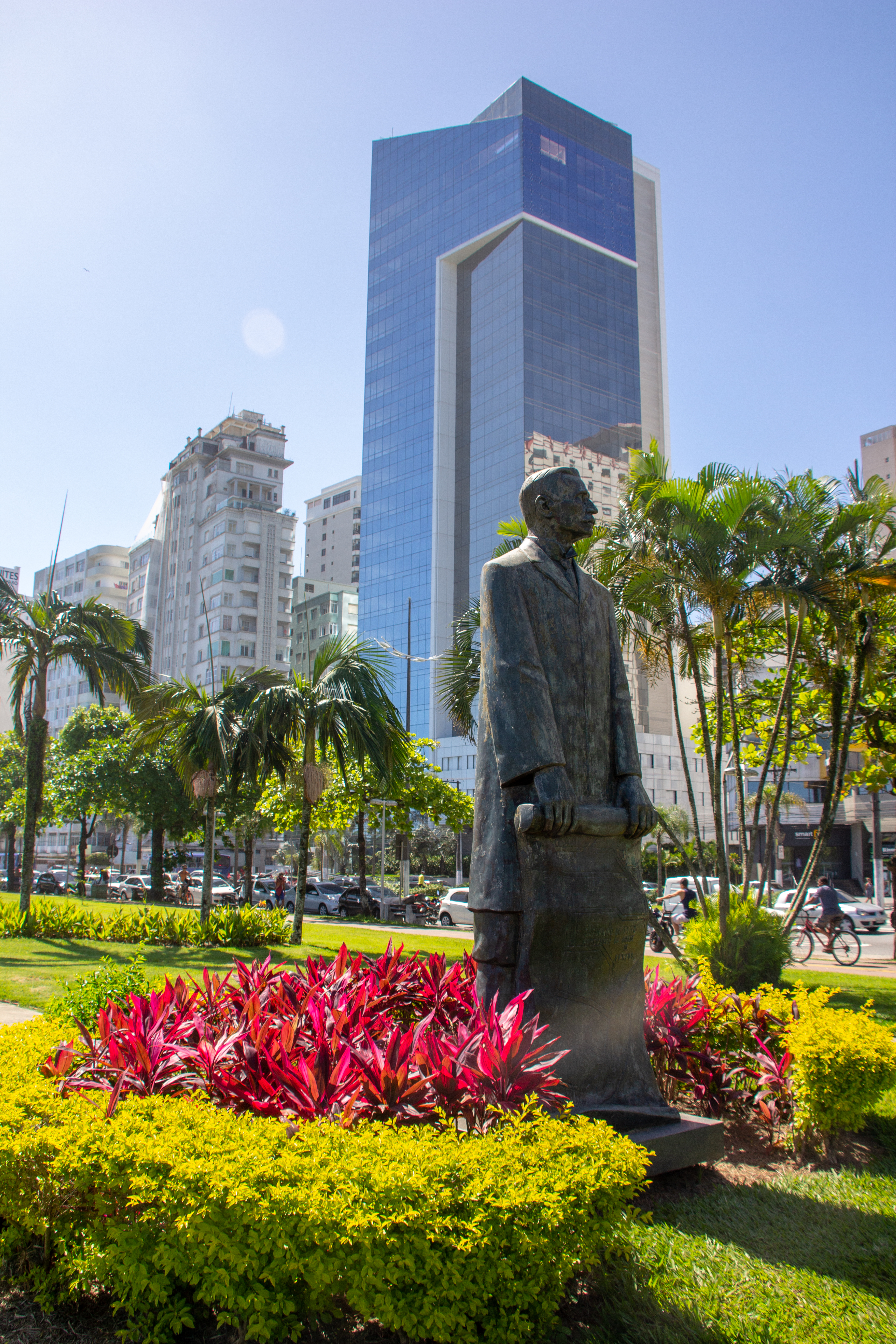
Estátua de Saturnino de Brito com o Edifício Oceanic ao fundo

O Produto Interno Bruto (PIB) é o maior da Região Metropolitana da Baixada Santista, o 13º do estado de São Paulo e o 33º de todo o país, em 2016. De acordo com dados do Instituto Brasileiro de Geografia e Estatística relativos a 2016, o PIB do município era de 21.954.556,74 bilhões de reais e o PIB per capita era de 50 544,73 reais.
O montante de riquezas gerado na cidade supera o de outros estados brasileiros, como Alagoas, Sergipe e Tocantins. O setor de turismo e serviços em geral têm importante peso na economia local, mas o Porto de Santos é o maior gerador de receita e renda para a cidade, sendo que o município é a segunda cidade que mais arrecada impostos no estado de São Paulo.
Santos possui o maior porto da América Latina, o Porto de Santos. Suas obras começaram em 1888 e o primeiro trecho de cais foi inaugurado em 1892. O porto de Santos é responsável por escoar boa parte das exportações brasileiras e cerca de 70% das exportações de café.
O Complexo Portuário de Santos responde por mais de um quarto da movimentação da balança comercial brasileira é o principal porto do país, e inclui na pauta de suas principais cargas produtos como o açúcar, soja, café, milho, trigo, sal, polpa cítrica, suco de laranja, papel, automóveis, álcool e outros granéis líquidos, em cargas transportadas em contêineres via porto, trilhos e estradas.

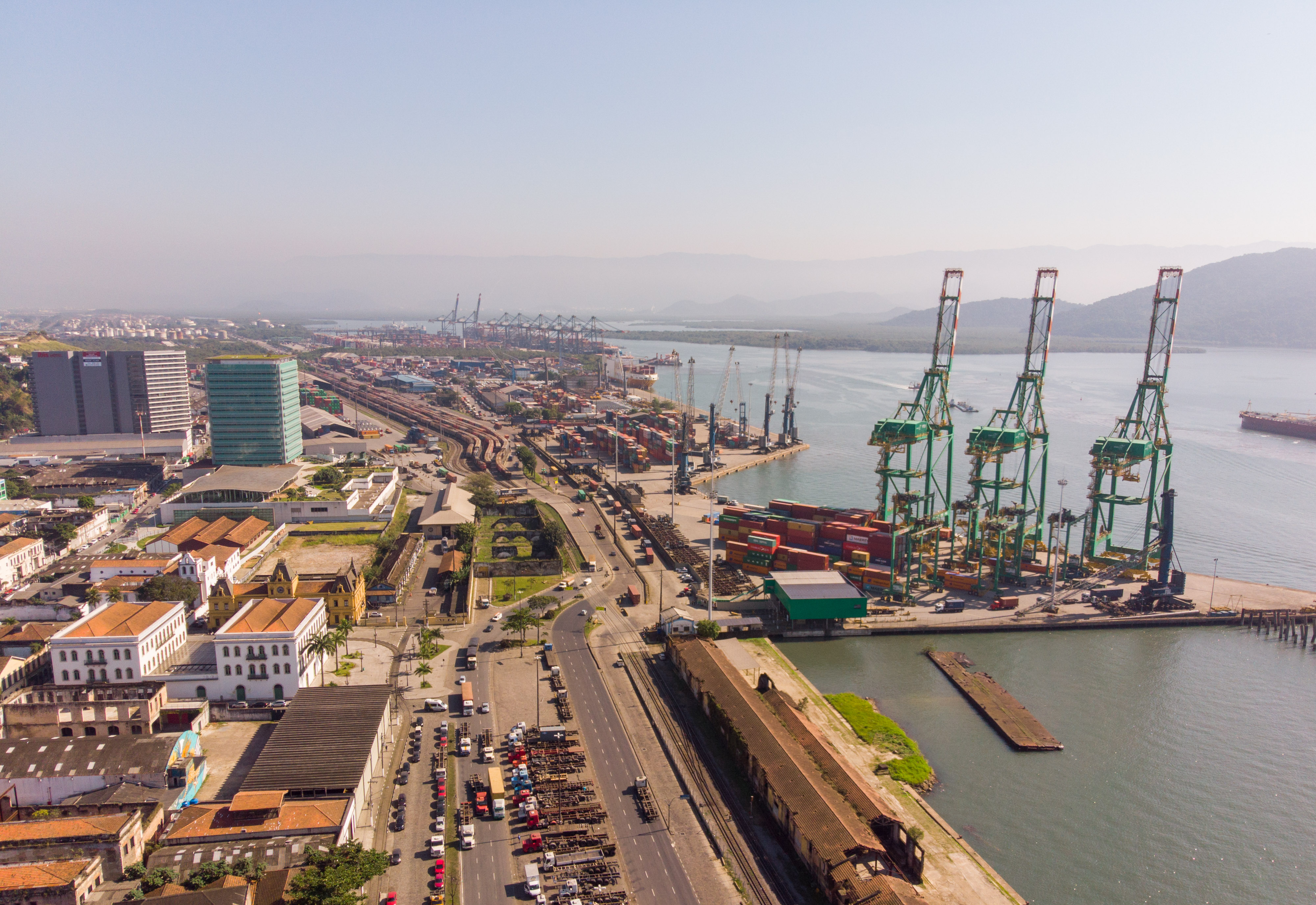
Porto de Santos, o maior do Brasil.

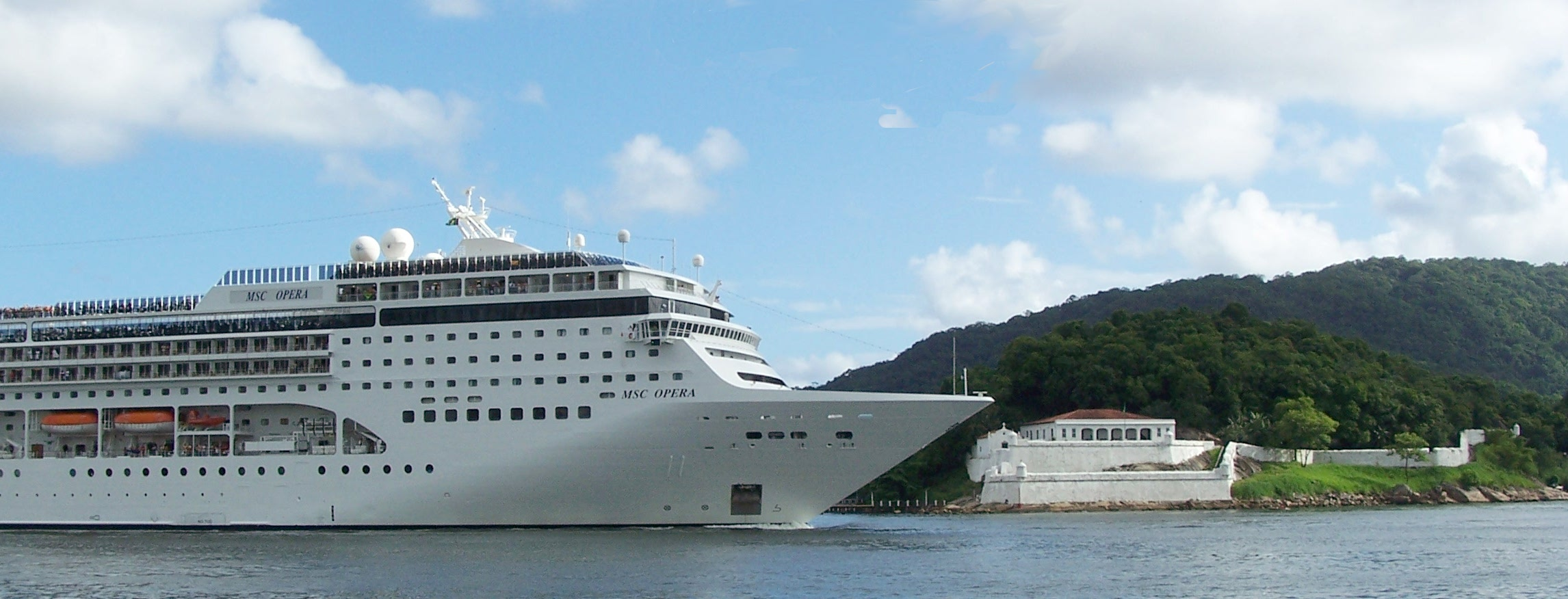
O navio de cruzeiro MSC Opera partindo do Porto de Santos com a Fortaleza da Barra Grande ao fundo

A área de influência econômica do porto concentra mais de 50% do produto interno bruto (PIB) do país e abrange principalmente os estados de São Paulo, Minas Gerais, Goiás, Mato Grosso e Mato Grosso do Sul. Aproximadamente 90% da base industrial paulista está localizada a menos de 200 quilômetros do porto santista. Em 2007, o Porto de Santos foi considerado o 39ª maior do mundo por movimentação de contêineres pela publicação britânica Container Management, sendo o mais movimentado da América Latina.
O orçamento municipal gira em torno de 1,9 bilhão em 2013, segundo estimativa. A renda per capita também figura no início do ranking de cidades brasileiras. Pelo censo de 2010, do IBGE, aparece em 9ª posição, com remuneração média de 1.682,24 reais, maior do que a renda por habitante de capitais como São Paulo (1.495,04 reais) e Rio de Janeiro (1.518,55 reais). O nível de emprego tem se mantido em constante alta na década de 2000, seguindo tendência nacional.

### Turismo

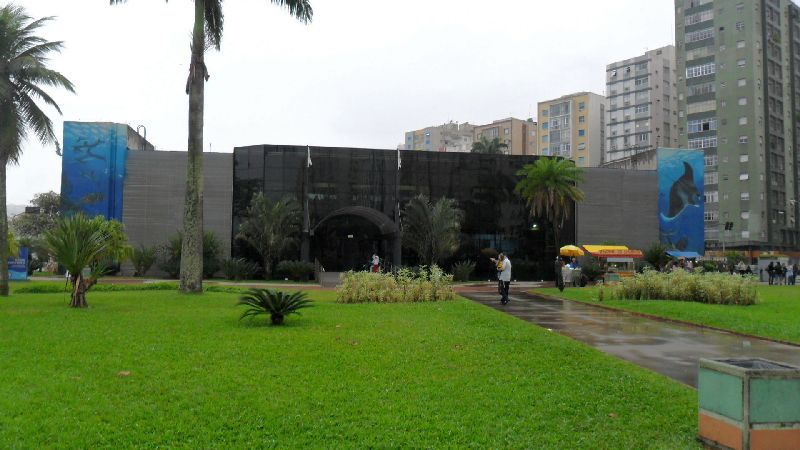
Aquário Municipal de Santos

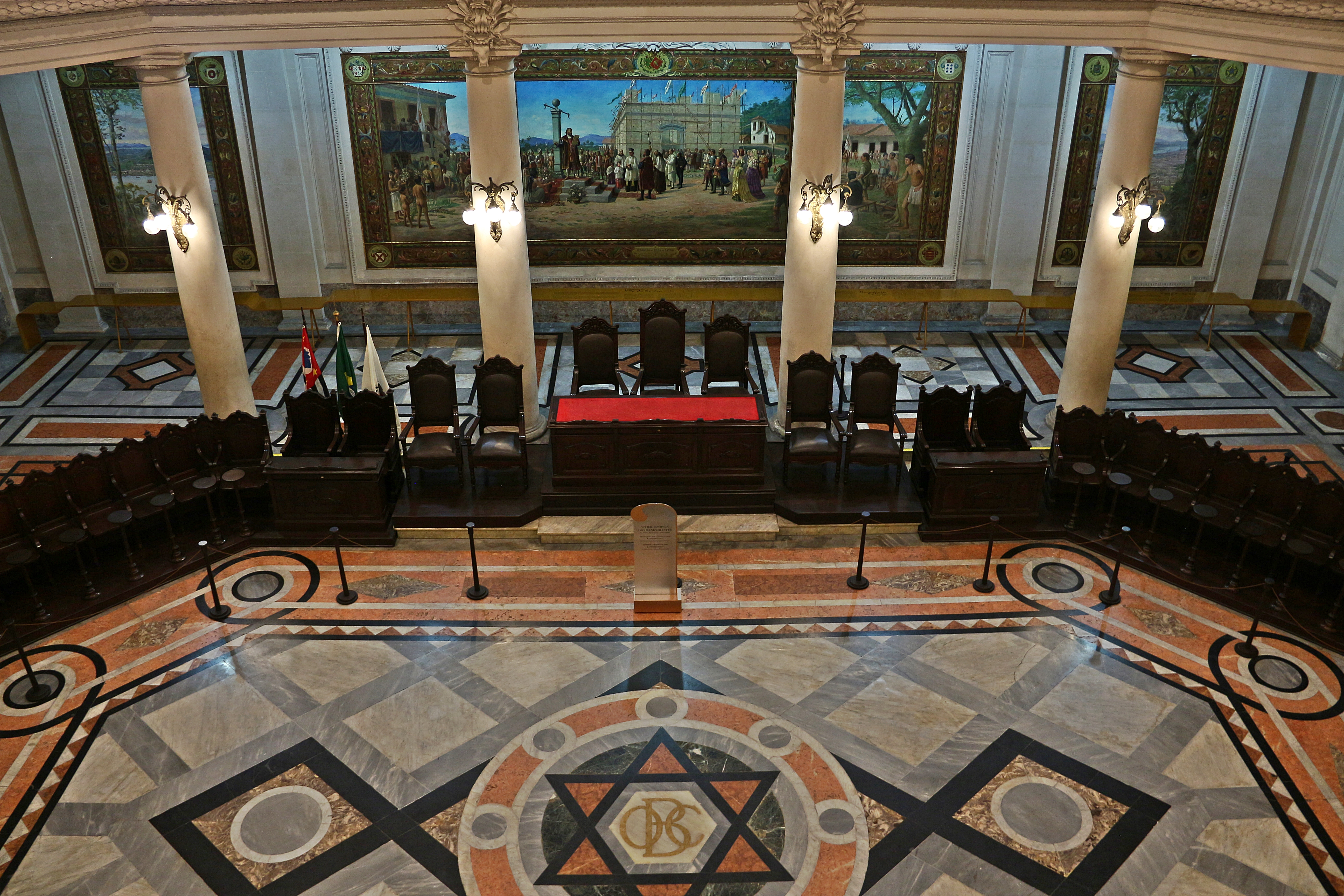
Bolsa do Café

Entre os principais pontos turísticos de Santos além de suas praias, podemos citar os Jardins da orla de Santos que é o maior jardim frontal de praia em extensão do mundo. Em 2023, Santos arrecadou 13,7 milhões de reais em Imposto sobre Serviços de Qualquer Natureza (ISS) no setor de turismo, um aumento de 171% em relação ao ano anterior e o maior valor desde o início das medições em 2018. O ISS do turismo engloba atividades como hospedagem, agenciamento, guias, parques de diversão, feiras, congressos, eventos esportivos, museologia e serviços portuários. Santos ocupa a 13ª posição no ranking nacional de arrecadação de ISS, superando várias capitais brasileiras.
O Aquário de Santos (antigo Aquário Municipal de Santos), inaugurado em 1945 pelo então Presidente da República Getúlio Vargas e ampliado em 2006, é o segundo parque público mais visitado do estado e atrai turistas do mundo inteiro.
Outros lugares de interesse são o Museu do Café Brasileiro, o Orquidário Municipal, o Jardim Botânico Chico Mendes, o Teatro Coliseu Santista, o Panteão dos Andradas, o Monte Serrat, e a Estação do Valongo. A Laje de Santos  é um lugar muito procurado por mergulhadores. Entre as igrejas de interesse temos a Catedral de Santos, a Igreja Santo Antônio do Embaré, e a Igreja do Valongo.
Santos é um dos 15 municípios paulistas considerados estâncias balneárias pelo estado de São Paulo, por cumprirem determinados pré-requisitos definidos por Lei Estadual. Tal status garante a esses municípios uma verba maior por parte do estado para a promoção do turismo regional. Também, o município adquire o direito de agregar junto a seu nome o título de Estância Balneária, termo pelo qual passa a ser designado tanto pelo expediente municipal oficial quanto pelas referências estaduais.

## Infraestrutura

### Planejamento urbano

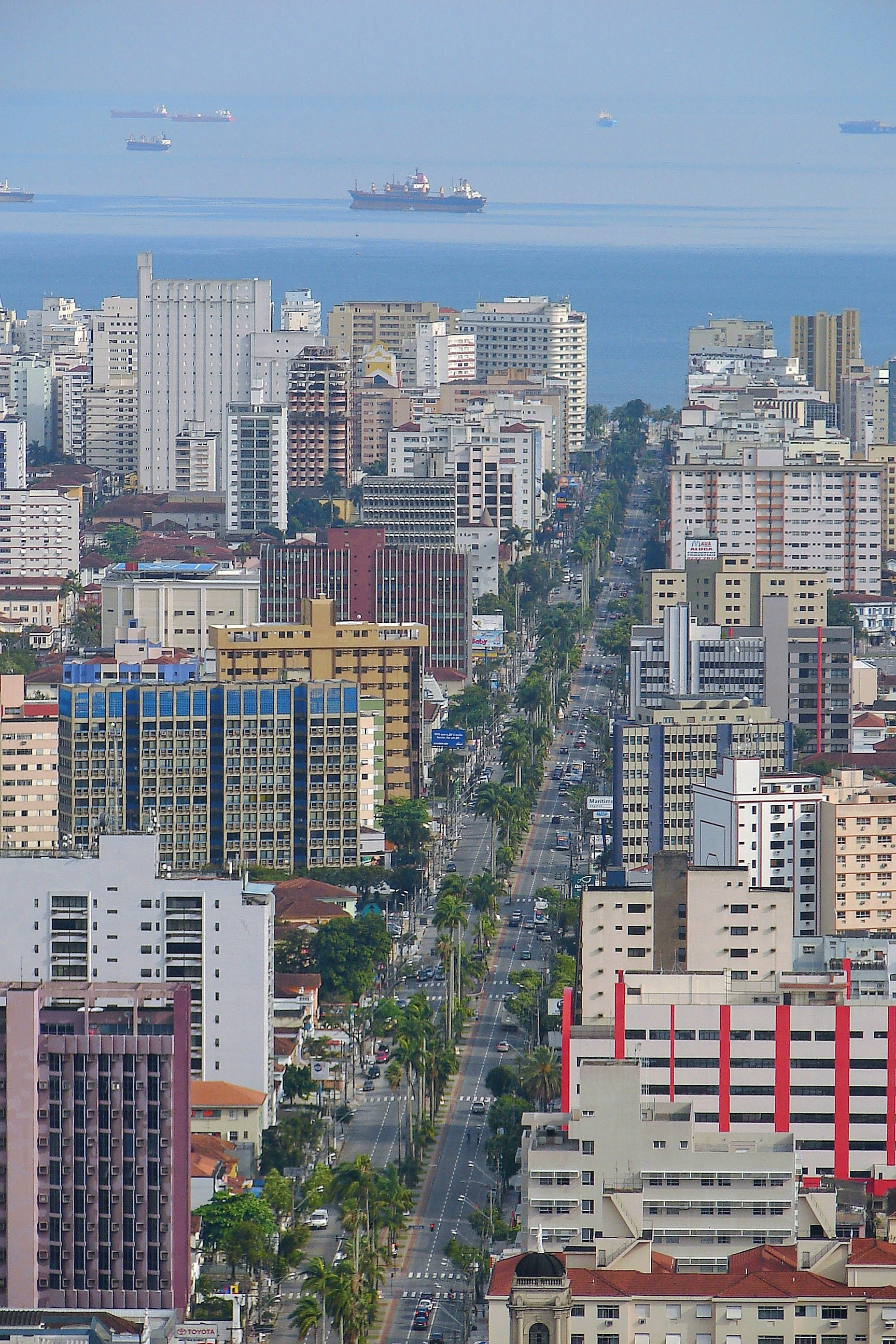
Vista da Avenida Ana Costa, Santos

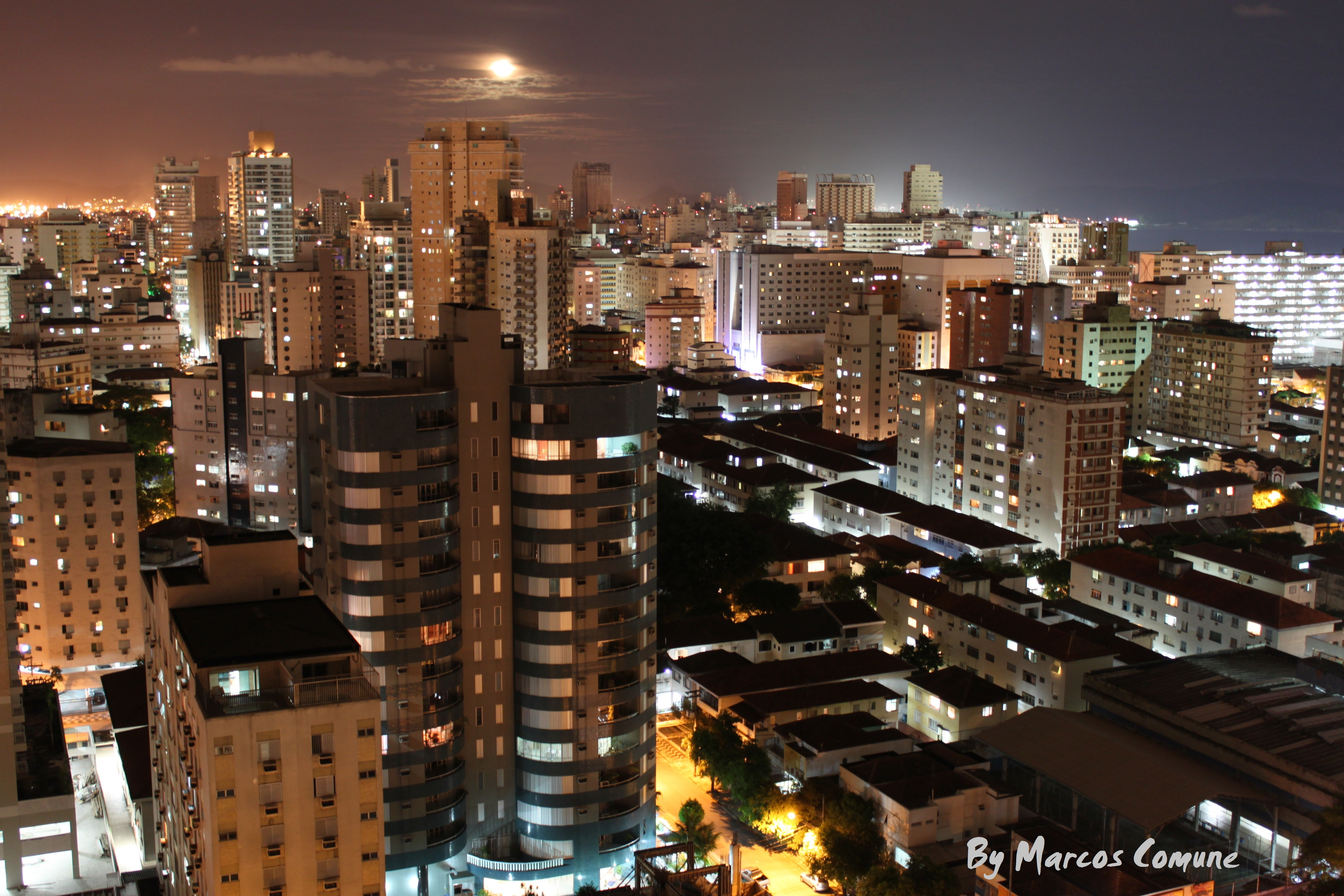
Edifícios residenciais do bairro Gonzaga à noite

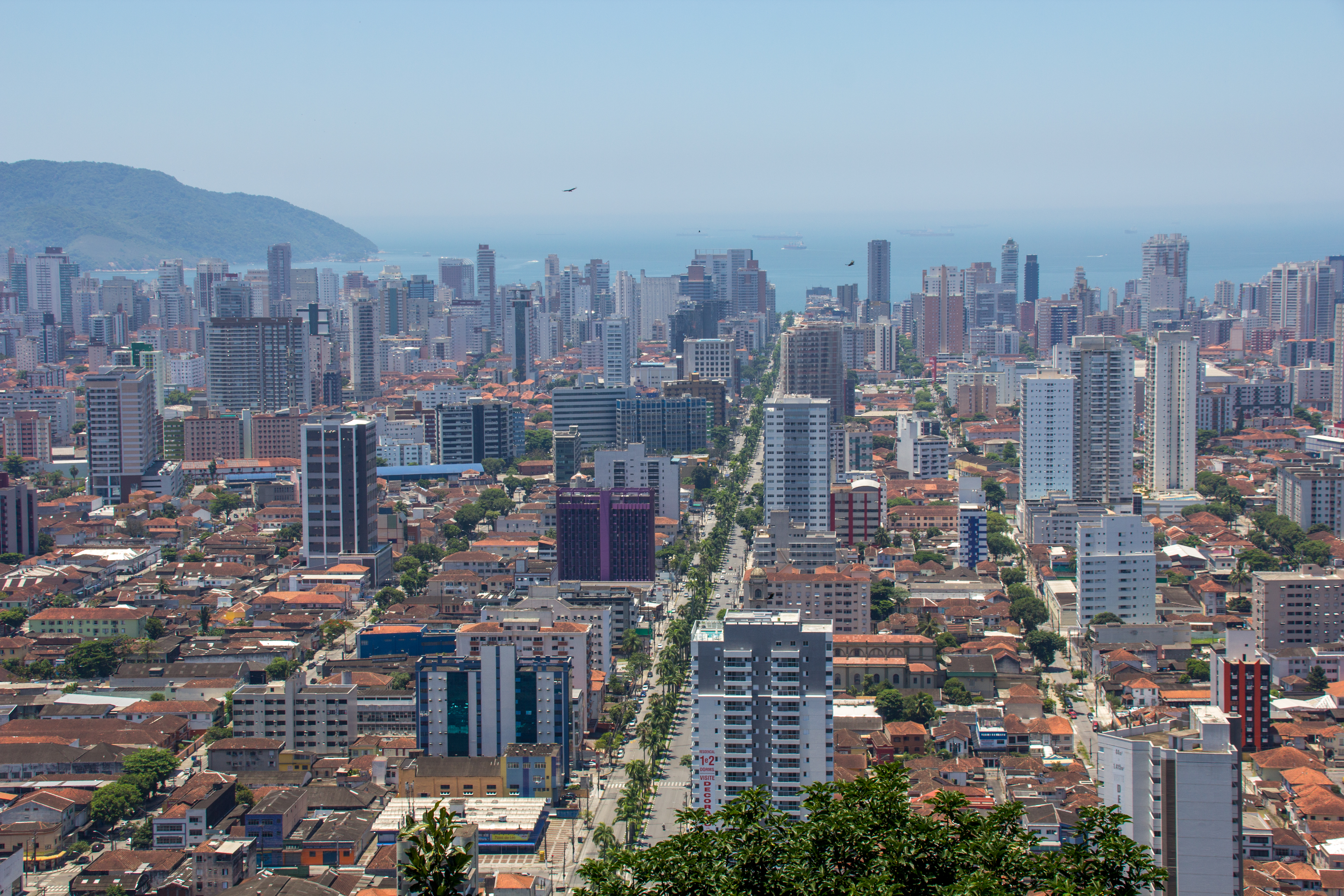
Vista de Santos vista do Monte Serrat.

Basicamente, a rede urbana de Santos é composta de uma malha urbana em formato de tabuleiro de xadrez, fruto do projeto desenvolvido pelo engenheiro Saturnino de Brito. A maioria das grandes vias de circulação estendem-se no sentido norte-sul: são as avenidas arborizadas que margeiam os canais e as avenidas Ana Costa e Conselheiro Nébias (antiga ligação do Centro da Cidade às praias). Elas conectam as praias, ao sul, com o Centro da Cidade, ao norte. O Centro faz face ao braço de mar conhecido por Largo do Caneú. A avenida Ana Costa pode ser considerada a avenida símbolo da cidade, onde se situam edifícios comerciais, cinemas, bancos e escolas. Suas palmeiras imperiais remontam à década de 1920, e no coração do bairro do Gonzaga (cruzado por essa avenida) ela atravessa a Praça Independência, local tradicional de comemorações da cidade, onde está o Monumento à Independência (com o patriarca José Bonifácio de Andrada e Silva no alto) inaugurado em 1922.
No sentido leste-oeste, as ligações viárias são mais escassas. Elas conectam regiões próximas do Maciço de São Vicente (a oeste) ao Estuário de Santos, face ao qual se estende o Porto (a leste). Três grandes eixos de circulação se destacam nesse sentido: o eixo central, as avenidas Afonso Pena e Francisco Glicério (do bairro Ponta da Praia aos morros via região central à zona leste); o eixo leste que margeia a orla da praia (recebendo vários nomes: Presidente Wilson, Vicente de Carvalho, Bartolomeu de Gusmão e Almirante Saldanha da Gama) e também a avenida paralela à da orla (que também recebe vários nomes: Floriano Peixoto, Galeão Carvalhal, Embaixador Pedro de Toledo e Epitácio Pessoa); e o eixo central-noroeste (formado por vias entre São Francisco e João Pessoa a Francisco Dorneles Vargas, Martins Fontes e acessos tais como Nossa Senhora de Fátima, rodovias, porto-alemoa e morros). Quanto à paisagem urbana, ao sul da linha férrea, a cidade de Santos é extremamente densa, principalmente nas quadras fronteiras ao mar. Ao centro da ilha (Campo Grande, Encruzilhada, Macuco), a densidade cai (apesar de manter-se considerável) e próximo ao Centro, mais ao norte da ilha, os bairros da Vila Nova, Vila Mathias e Paquetá - áreas nobres no início do século XX - foram convertidas ao longo do século em áreas industriais e, em sua maioria, deterioradas (com proliferação de cortiços e desvalorização urbana). Na Vila Nova localiza-se o Mercado Municipal de Santos.

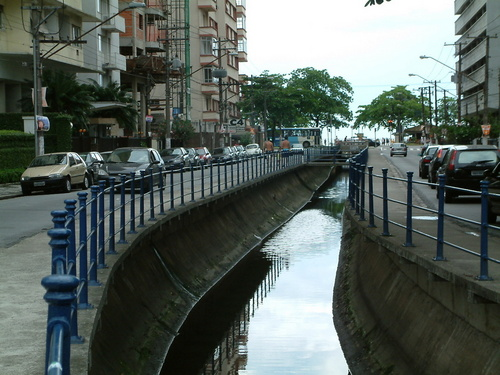
Canal 4

Os canais de Santos hoje possuem mais de cem anos de idade, são uma marca característica da cidade. Foram construídos por Saturnino de Brito para drenar os terrenos alagadiços da planície santista e conduzir as águas pluviais, que eram focos constantes de doenças nos verões quentes da cidade, ao mar. O sistema combinou planejamento urbano (arruamento das zonas atravessadas pelos canais) e separação estrita entre redes de águas pluviais e rede de esgotos. Os canais são numerados sequencialmente e servem como pontos de referência, muito mais do que os bairros ou vias. Entretanto, com a elevação gradativa do nível do mar, foi criado o Projeto Metrópole, financiado pela FAPESP, para pesquisar soluções que previnam as consequências de futuras tempestades e ressacas, pois se observou a ocorrência de erosões na região da orla e enchentes principalmente na região da zona noroeste da cidade. Nesse sentido, com estudos por meio de sistema de georreferenciamento, executa projetos e início de obras de macrodrenagem.

### Recalque de edifícios

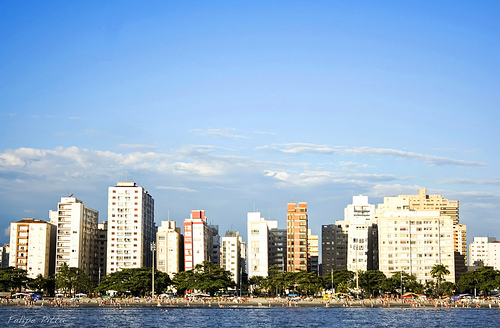
Prédios na orla de Santos apresentando recalque.

Pelo seu caráter litorâneo e pelo fato de ter sido construída em parte sobre antigos terrenos de manguezais, a cidade de Santos tem um perfil de solos dos mais difíceis no país para a construção de fundações. Por este motivo, uma série de edifícios foram erigidos ao longo do século XX (especialmente a partir da década de 1960) com fundações executadas a partir de equívocos de sondagem ou de projeto. A especulação imobiliária surgida com a explosão do veraneio em Santos foi a responsável por tais erros, já que os edifícios eram construídos rapidamente para abrigar muitos veranistas. Com o tempo, tais edifícios passaram a sofrer acentuados recalques diferenciais: tornam-se "tortos" (ou seja, perdem o prumo) aos olhos dos pedestres situados na praia. Recentemente os "prédios tortos" da orla de Santos estão virando atração turística: são cerca de 90 prédios com esta característica. Estão concentrados na orla do Boqueirão, Embaré e Aparecida. O reaprumo ou a implosão e reconstrução são soluções possíveis. A primeira opção, menos impactante que a segunda, já foi executada com sucesso no edifício que era considerado o mais inclinado da orla (o denominado 'Núncio Malzoni', no bairro do Boqueirão), o qual tinha mais de 2 metros de inclinação do topo em relação à base.

### Educação

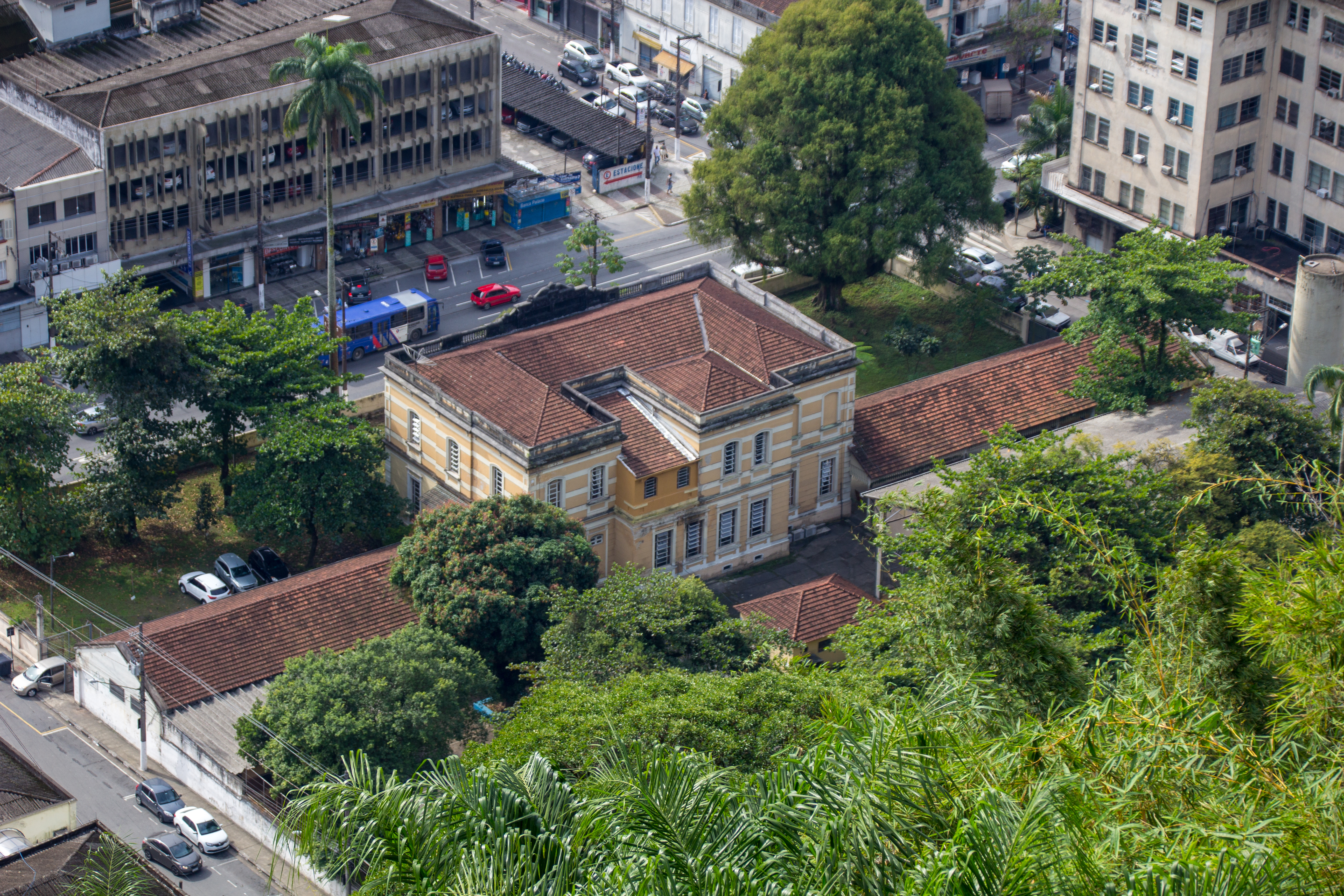
Escola Estadual Barnabé

Santos faz parte da rede mundial de municípios que priorizam a educação, desde 30 de outubro de 2008, quando a cidade foi incluída oficialmente na Associação Internacional das Cidades Educadoras (AICE). Entre as instituições de ensino superior encontra-se a Universidade de São Paulo campus USP Mar, a Universidade Federal de São Paulo (UNIFESP), a Universidade Santa Cecília (UNISANTA), a Faculdade de Ciências Médicas de Santos, a Universidade Metropolitana de Santos (UNIMES), a Universidade Católica de Santos (UNISANTOS), a Universidade Paulista (UNIP), a Escola Superior de Administração, Marketing e Comunicação (ESAMC), o Centro Universitário São Judas Tadeu (UNIMONTE) e a Faculdade de Tecnologia do Estado de São Paulo Rubens Lara (FATECRL). Santos também dispõe da mais antiga entidade geral estudantil do Brasil, o Centro dos Estudantes de Santos, fundado em 1932.

### Transportes

#### Cicloviário

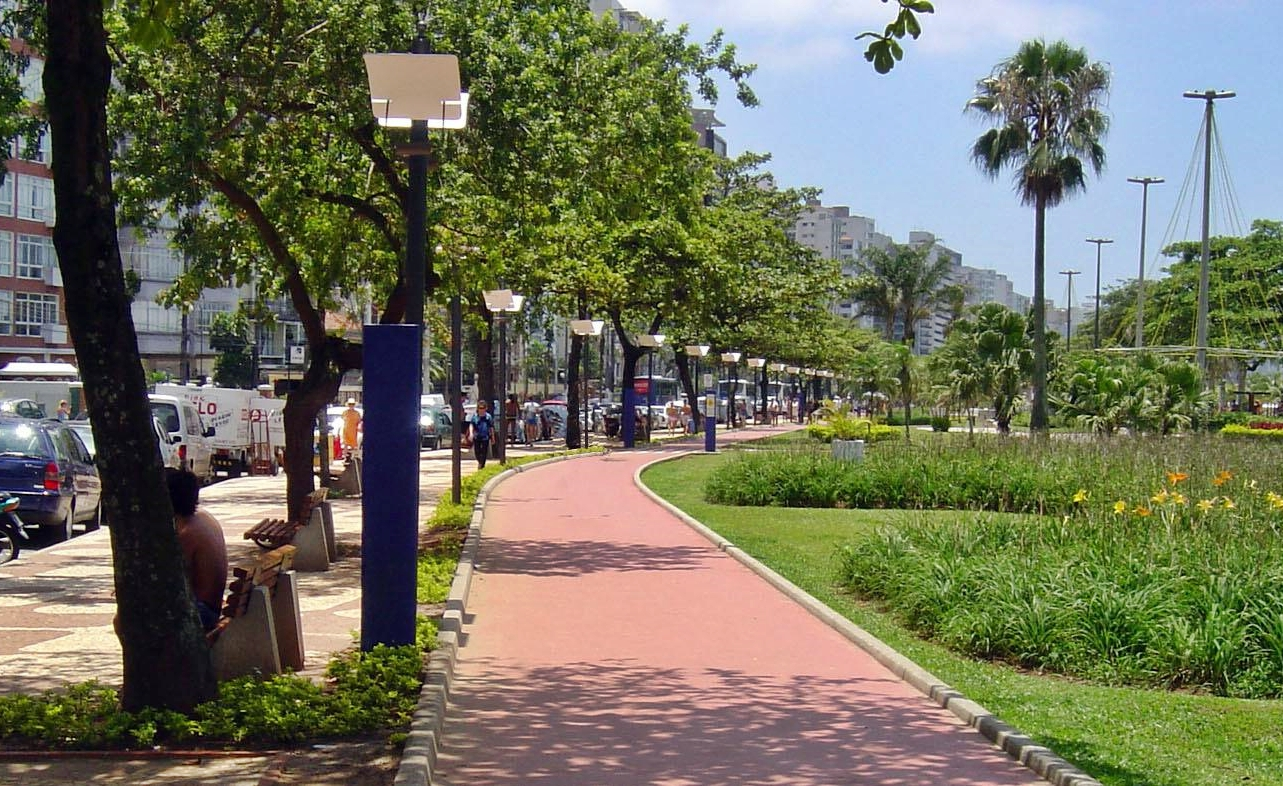
Ciclovia na orla.

Em 27 de dezembro de 2003 foi inaugurada a ciclovia na orla da praia de Santos e atualmente cobre toda a área com mais de 7,8 km de extensão e 2,5 metros de largura desde a divisa com São Vicente à Ponta da Praia, possibilitando ainda ligação com a ciclovia da avenida Portuária e o Ferry Boat, ponto de atracação das balsas que fazem a Travessia Santos-Guarujá. A cidade é favorecida pela predominância de ruas planas sem ladeiras e, tendo em vista a alta densidade de veículos automotores competir com a fluidez de tráfego e regiões verticalizadas, implantou ciclovias nas avenidas Francisco Glicério, Afonso Pena, Rangel Pestana, Ana Costa, Martins Fontes e Nossa Senhora de Fátima; na extensão dos canais 1 a 6; a que liga o centro aos bairros passando pelo Túnel Rubens Ferreira Martins; e na Ponta da Praia. Foram implantados, ainda, vários bicicletários pela cidade que funcionam como estação para um serviço municipal de aluguel de bicicletas operados pela empresa Samba.

#### Aquaviário

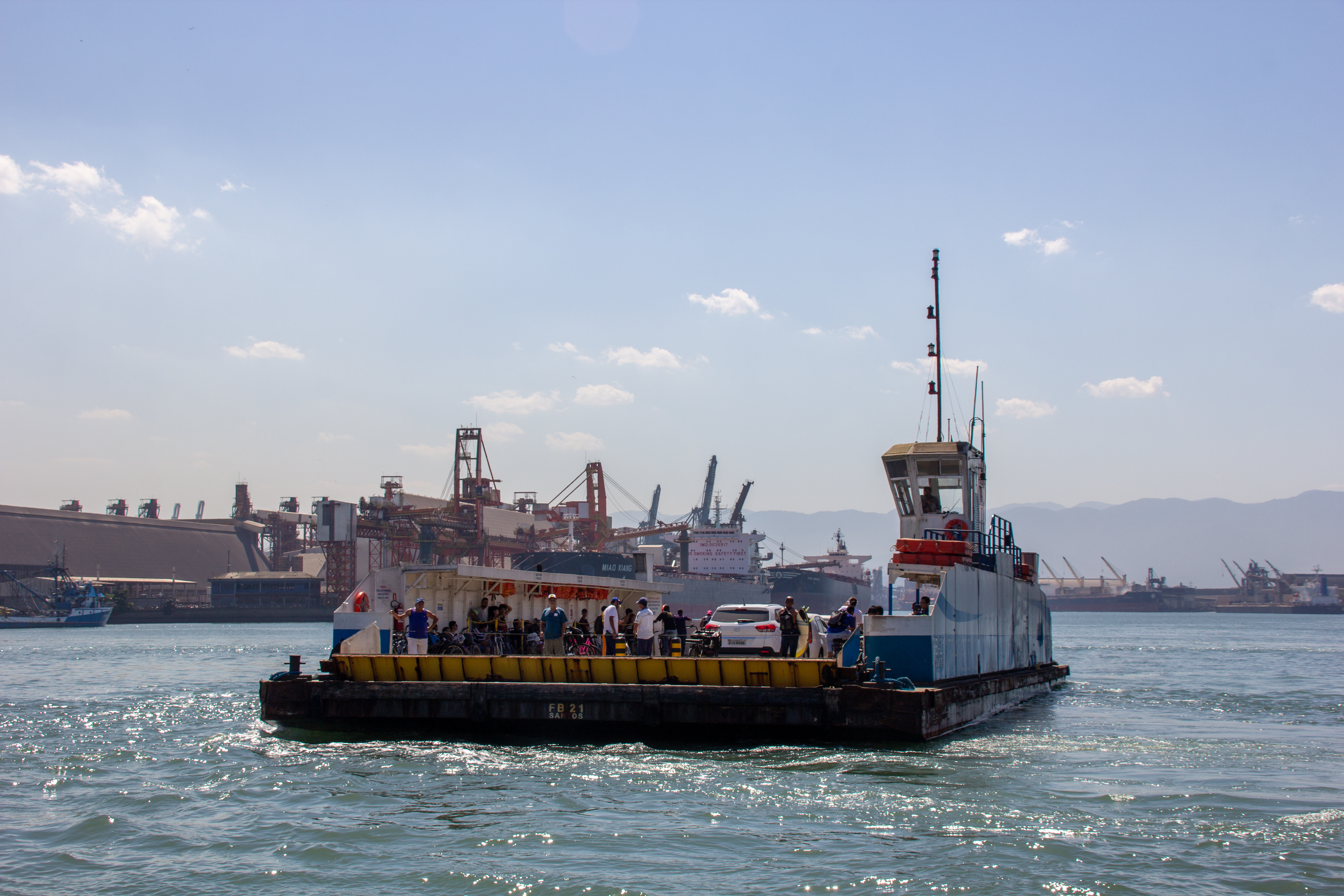
Balsa na Travessia Santos–Guarujá.

A cidade de Santos possui seis sistemas de travessia do estuário para o Guarujá. No bairro da Ponta da Praia existe a travessia para pedestres através de lanchas e barcas e de automóveis por meio de balsas da Travessia Santos-Guarujá, todos para o bairro de Jardim São José (Praça das Nações Unidas) no município vizinho. O primeiro sistema é administrado por uma cooperativa e os dois últimos pela DERSA (Desenvolvimento Rodoviário S.A.). A travessia que possui o maior fluxo de veículos do mundo nessa categoria, com a quantia de aproximadamente 23 mil veículos ao dia.

#### Rodoviário

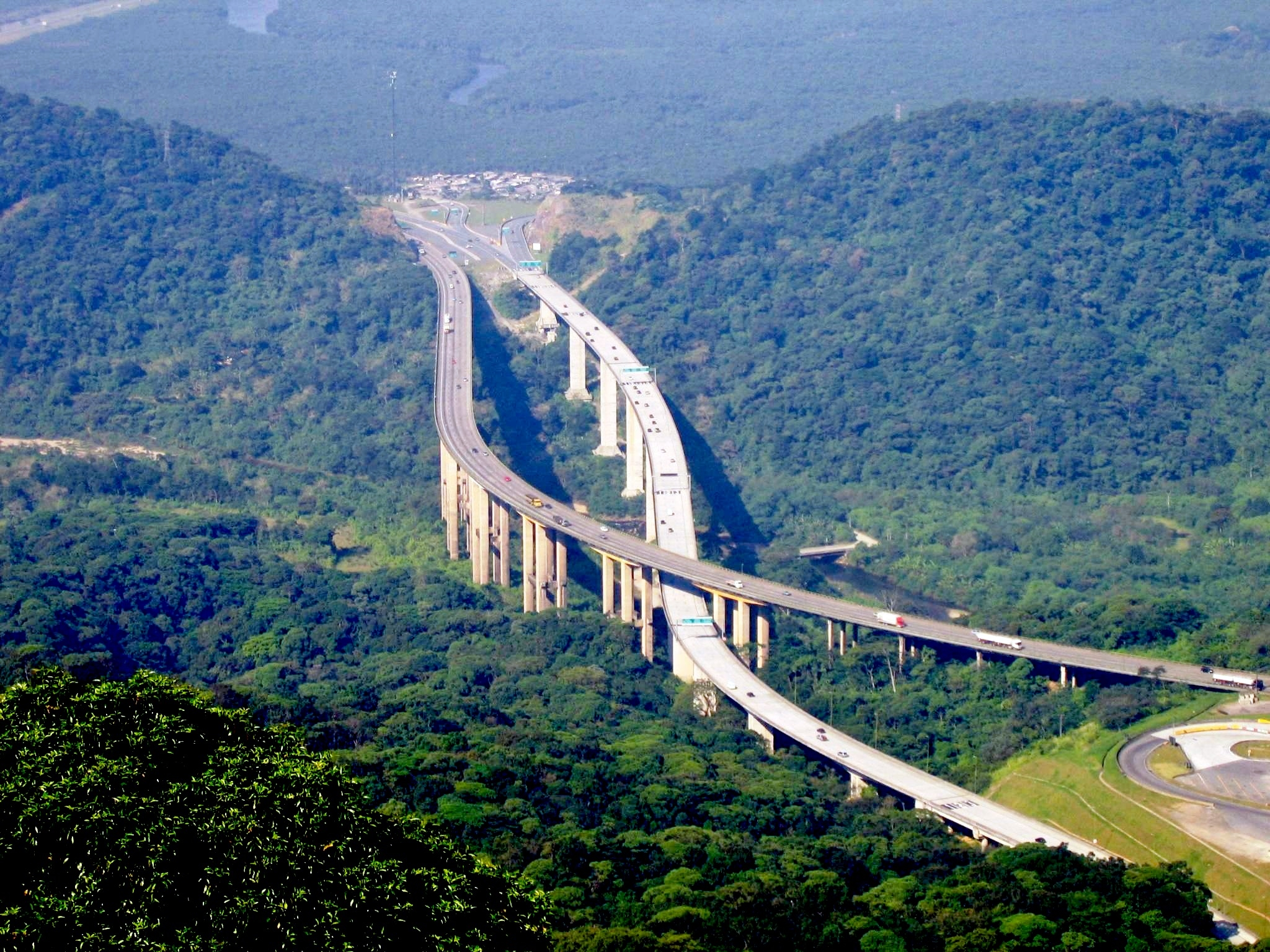
Rodovia dos Imigrantes cruzando a Serra do Mar.

O município de Santos é servido basicamente por três rodovias. O principal acesso é a Via Anchieta (SP-150 ou BR-050), proveniente de São Paulo, a única a atingir a área insular, e que recebe o tráfego proveniente das rodovias dos Imigrantes, Padre Manuel da Nóbrega, Rio-Santos e Cônego Domênico Rangoni (Piaçaguera-Guarujá). Na área continental, a cidade também é cortada pela Rodovia Rio-Santos (SP-55 ou BR-101), proveniente do Rio de Janeiro, e principal acesso a bairros afastados como o do Caruara. Na região do Monte Cabrão, esta rodovia desemboca na Cônego Domênico Rangoni (continuação da SP-55 ou BR-101), cortando a região do Quilombo e terminando na Via Anchieta já em Cubatão, por onde se tem acesso à área insular.

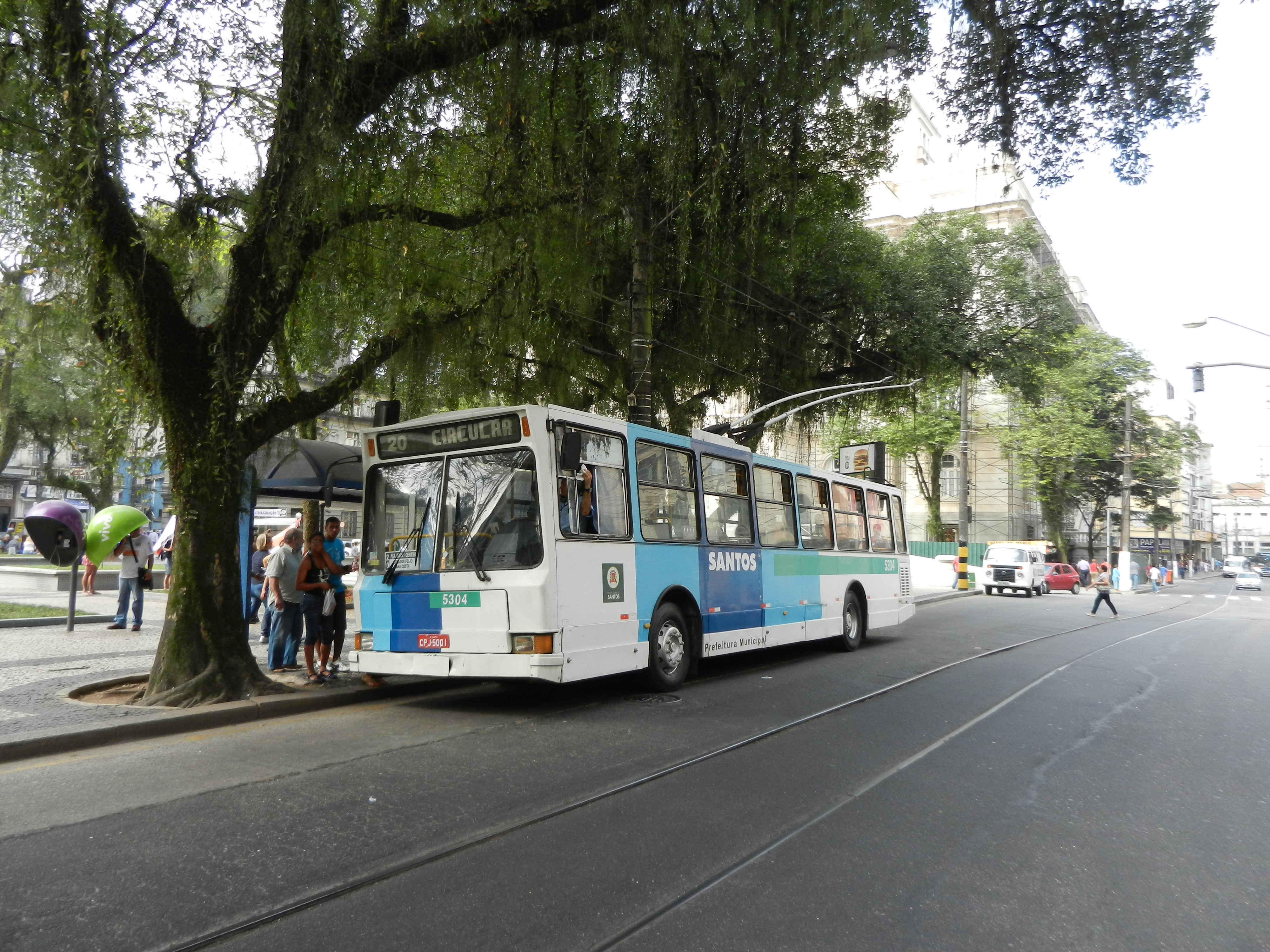
Trólebus de Santos

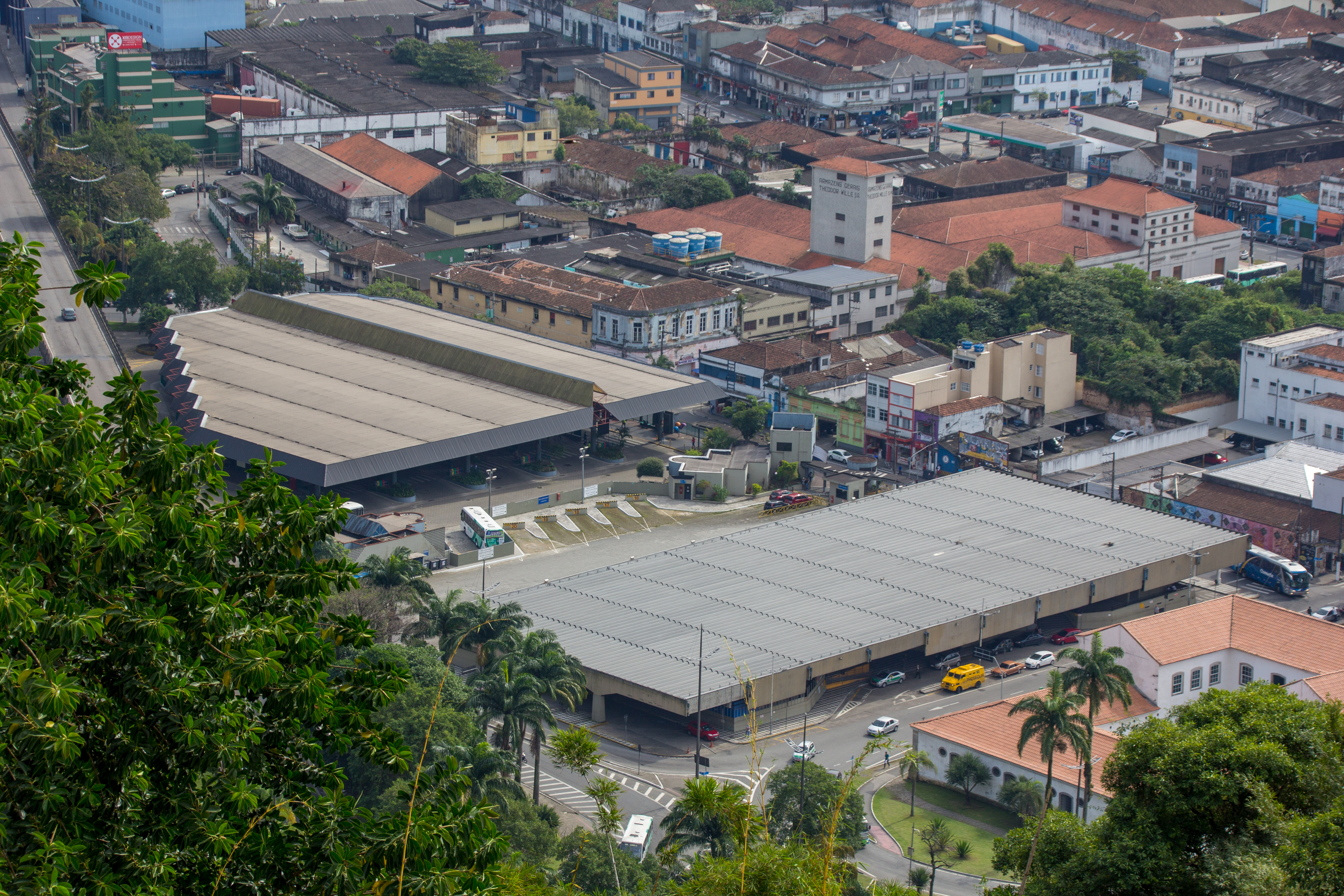
Estação Rodoviária de Santos

O transporte por meio de ônibus é muito utilizado em Santos, sendo quase que totalmente operado por veículos a diesel. Atualmente, Santos é a única cidade brasileira além de São Paulo que possui um sistema de trólebus.
Projetos diversos foram apresentados como alternativas para o deslocamento de milhares de pessoas, que vão desde ponte até um túnel que faria a ligação do município até Guarujá de forma submersa como ligação seca e outro túnel entre a Zona Leste e a Zona Noroeste, todos contando com ciclovia em seus projetos, além de teleférico que auxiliaria com rápido deslocamento de centenas de usuários pelos morros da cidade. Em 2020 houve a inauguração de viadutos, sendo o principal elevado no bairro Saboó batizado com o nome do ex-prefeito Paulo Gomes Barbosa, com destaque luminoso em faixa de cores interativas. Também foi inaugurada ligação entre os bairros São Manoel e Bom Retiro com uma nova avenida se chamará Beira Rio, às margens do Rio São Jorge como outro importante acesso à cidade via Zona Noroeste.

#### Ferroviário

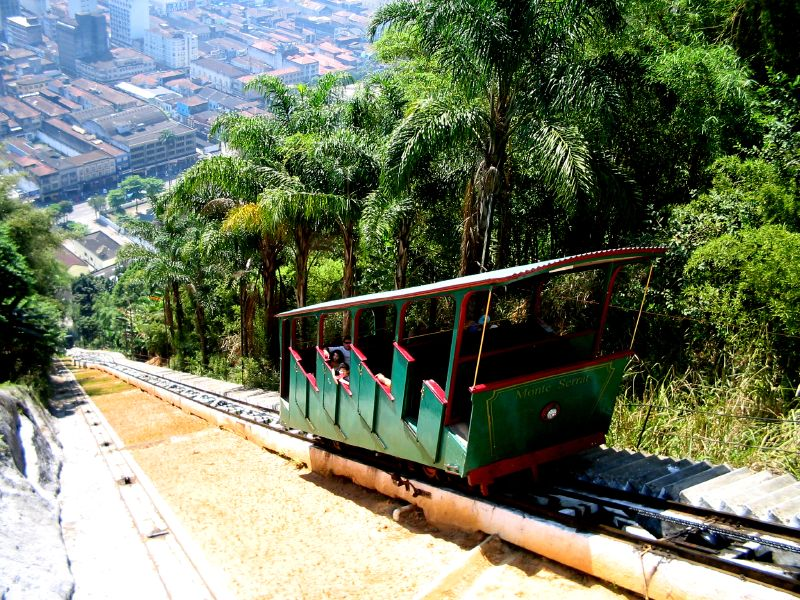
Bondinho de Monte Serrat

O sistema funicular do Monte Serrat foi planejado em 1910 e construído em 1923 e liga o centro da cidade ao alto do Monte Serrat Ver trajeto no Google Maps, onde está um grande cassino inaugurado em 1927 (fechado devido à criação da lei que proíbe jogos de azar no Brasil, em 1946) e a Capela de Nossa Senhora do Monte Serrat, padroeira da cidade. Possui dois bondinhos, que operam sempre simultaneamente: enquanto um sobe, o outro desce, e os dois se encontram exatamente na metade do percurso, onde há um desvio.

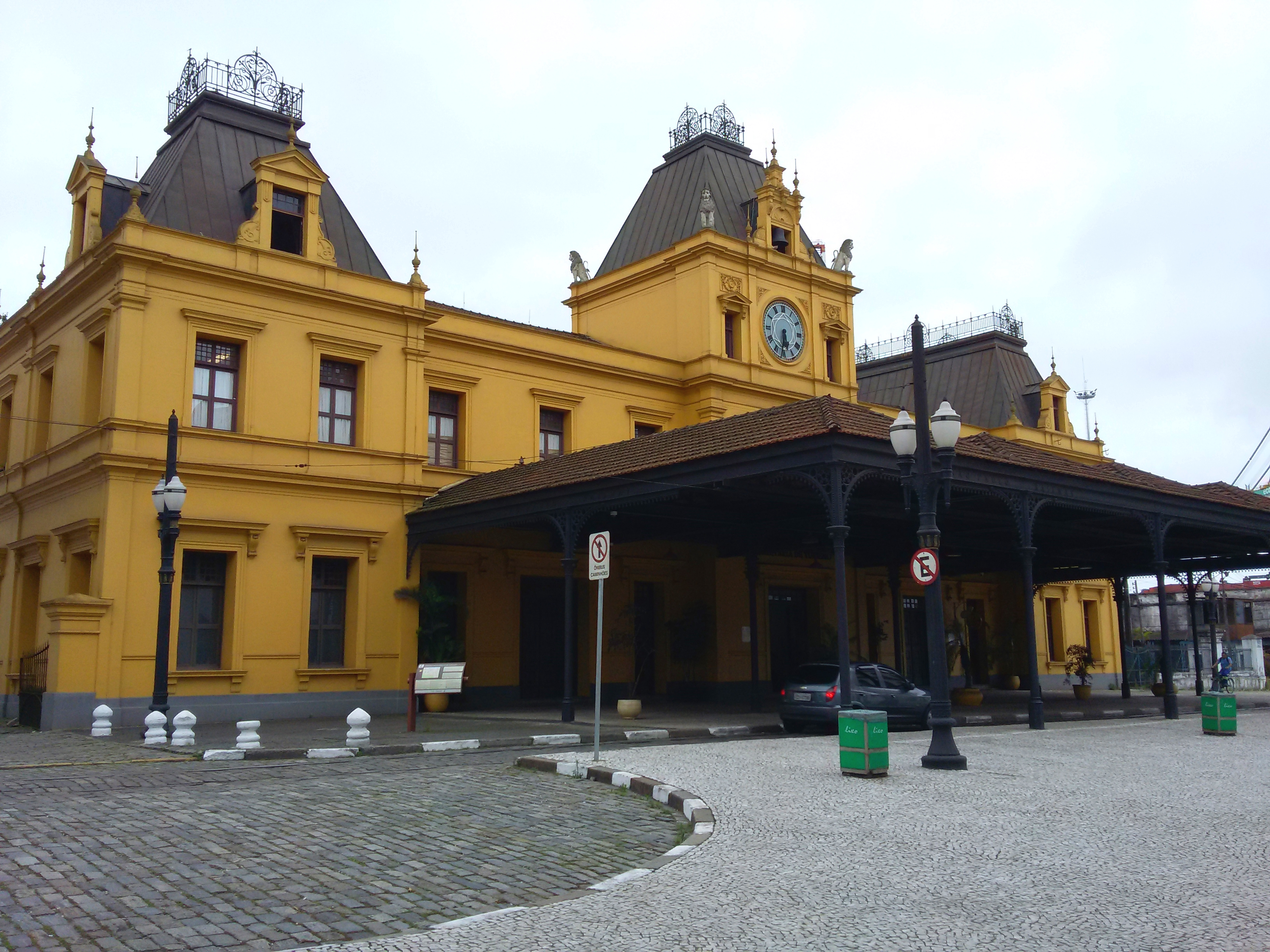
Estação do Valongo

Santos foi a segunda cidade do país a ter um serviço de bondes (após o Rio de Janeiro). A primeira linha foi inaugurada em 1871, um ano antes de os bondes serem inaugurados na cidade de São Paulo. Em 1909, foi inaugurado o serviço eletrificado, que até então era feito por tração animal ou vapor. O serviço foi desativado em 1971, quando os bondes saíram de circulação por diversos motivos, entre os quais a maior procura pelos ônibus por parte do público. Em 2000, foi inaugurado o bonde turístico do centro histórico, que sai da Praça Mauá, em frente ao Paço Municipal. A linha turística conta com dois bondes que circularam no centro da cidade de Santos e um bonde doado pela cidade do Porto, em Portugal e reformado nas oficinas de Santos.

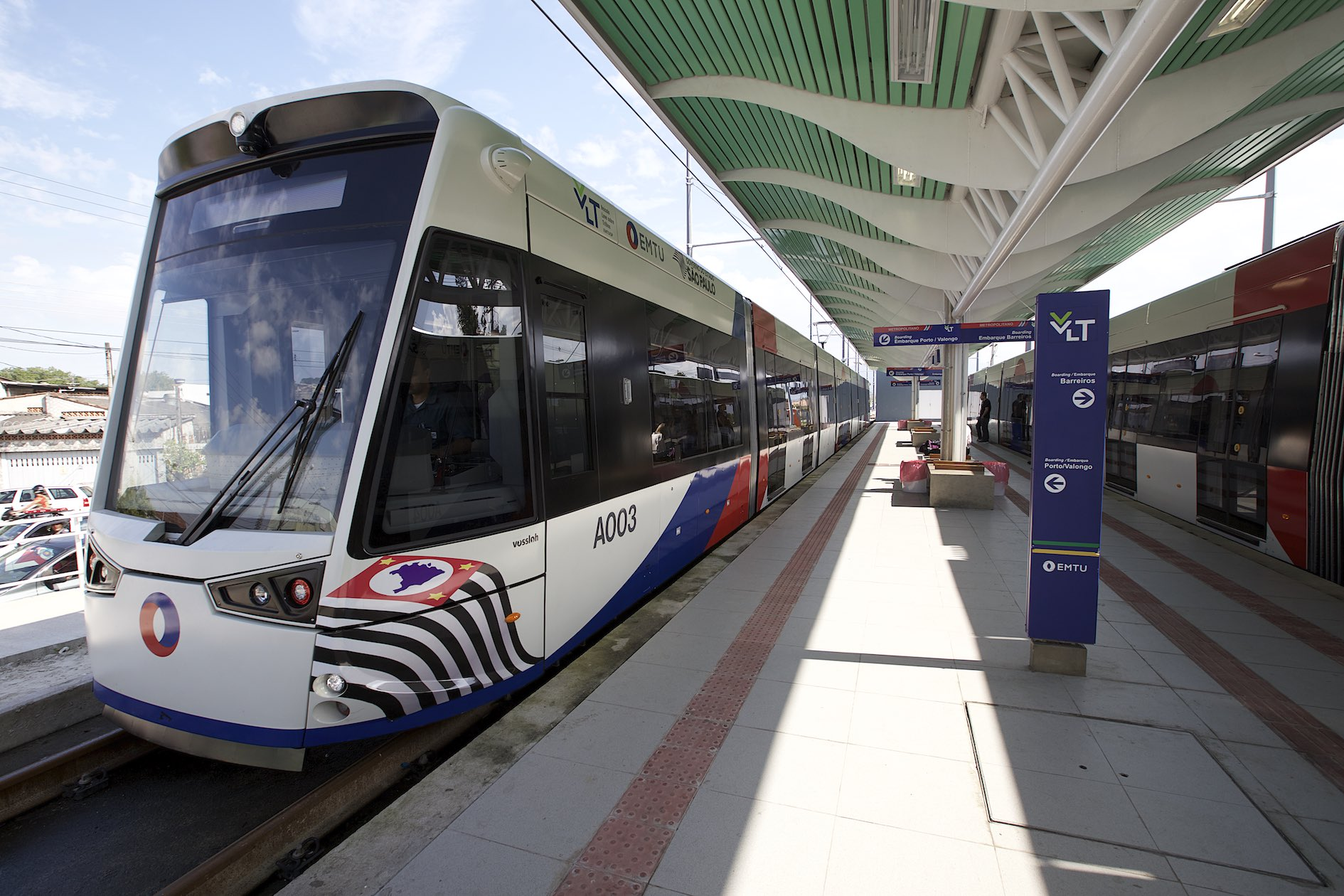
Vossloh Tramlink V4, composição que opera no sistema do VLT da Baixada Santista.

A cidade possui dois acessos ferroviários que eram utilizados apenas para o transporte de cargas. O primeiro, oriundo da extinta "The São Paulo Railway", construído em 1867 para transportar café, sendo posteriormente a Estrada de Ferro Santos a Jundiaí (1947-1975) e sucedida à Rede Ferroviária Federal (1975-1996), é operado atualmente pela MRS Logística e atinge a cidade proveniente de São Paulo e do ABC Paulista pela região noroeste, passando até Cubatão por meio de transporte com trens elétricos em alta velocidade, que vence o desnível de sua origem e destino por meio de linha férrea com cremalheira em poucos minutos, sendo posteriormente despachado para o bairro do Valongo.
O outro acesso ferroviário originou-se da extinta Estrada de Ferro Sorocabana (1927-1971) e sua sucessora, FEPASA (1971-1998), sendo posteriormente operado pela concessionária Ferroban. É proveniente do município de Mairinque na região de Sorocaba e chega a Santos pelo bairro do José Menino (sudoeste da área insular). A linha cruza em nível praticamente toda a cidade de oeste a leste até atingir a região portuária no bairro do Macuco. Em face a maior demanda de deslocamento de pessoas, bem como o aumento da frota de veículos, foi desativado para transporte de cargas e entregue em janeiro de 2017 como um sistema metropolitano de transporte de passageiros conhecido por Veículo Leve sobre Trilhos operado pelo consórcio BR Mobilidade a partir do bairro de Barreiros em São Vicente, com uma futura extensão aguardando obras até o bairro do Valongo.

### Comunicações
O sistema de telefones automáticos foi inaugurado na cidade pela Companhia Telefônica Brasileira (CTB) em 1934, sendo a 4ª cidade do estado a receber esse melhoramento, e que construiu as primeiras centrais telefônicas da cidade (Rua Brás Cubas, Rua Tocantins e Av. Washington Luís), com as duas primeiras já desativadas há algumas décadas. Já o sistema de discagem direta à distância (DDD) foi implantado em 1973 pela Telecomunicações de São Paulo (TELESP), com o código de área (0132). Na década de 90 o código DDD da cidade foi alterado para (013), para padronização do sistema telefônico com a telefonia celular que estava sendo implantada em todo o estado. O serviço telefônico móvel, por telefone celular, é oferecido por diversas operadoras. O código de área (DDD) de Santos é 013 e o Código de Endereçamento Postal (CEP) da cidade vai de 11000-001 a 11249-999. Ainda há serviços de internet como serviços de banda larga (ADSL) ou fibra ótica, sendo oferecidos pelas principais empresas provedoras de acesso.

## Cultura

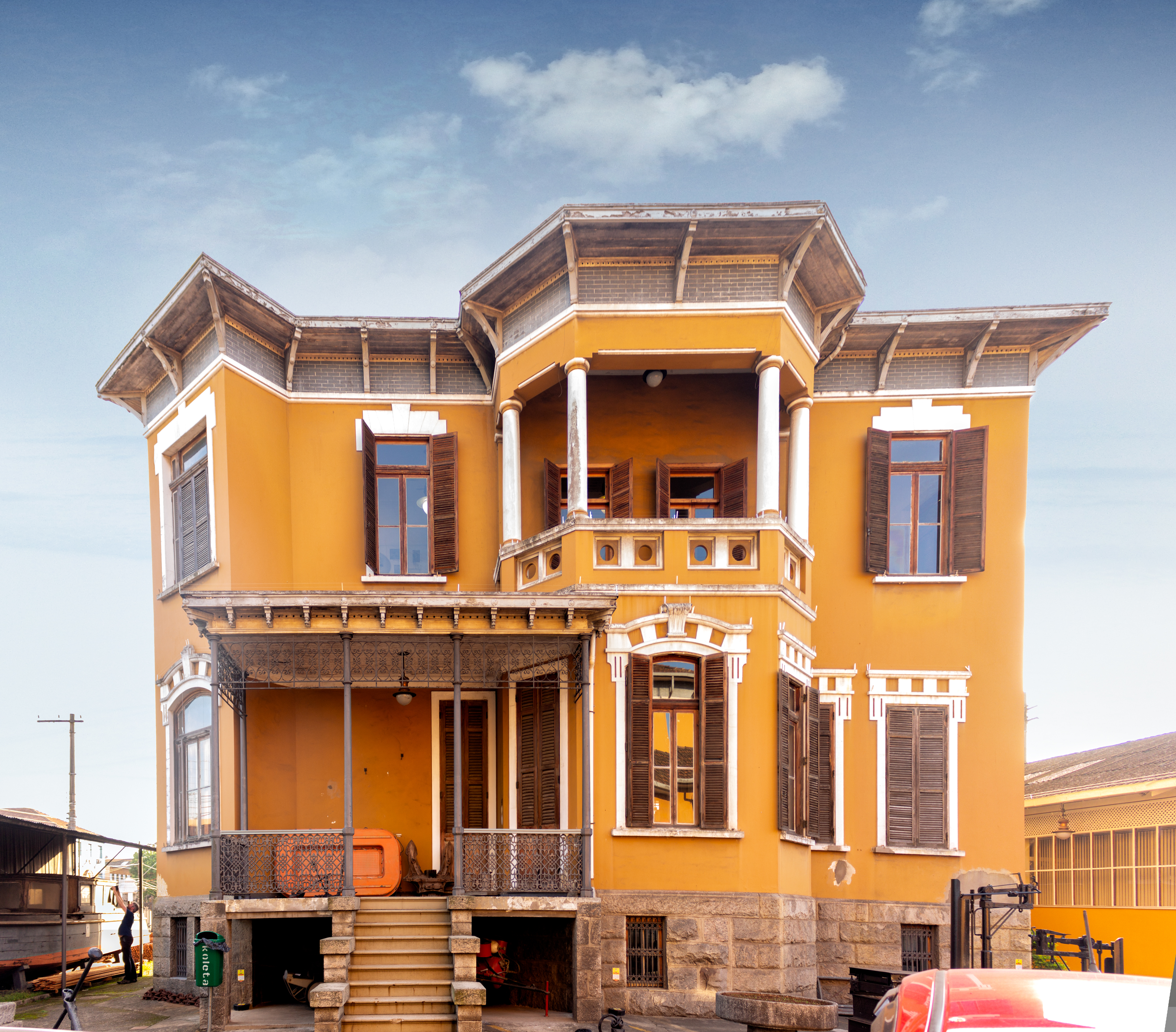
Museu do Porto de Santos

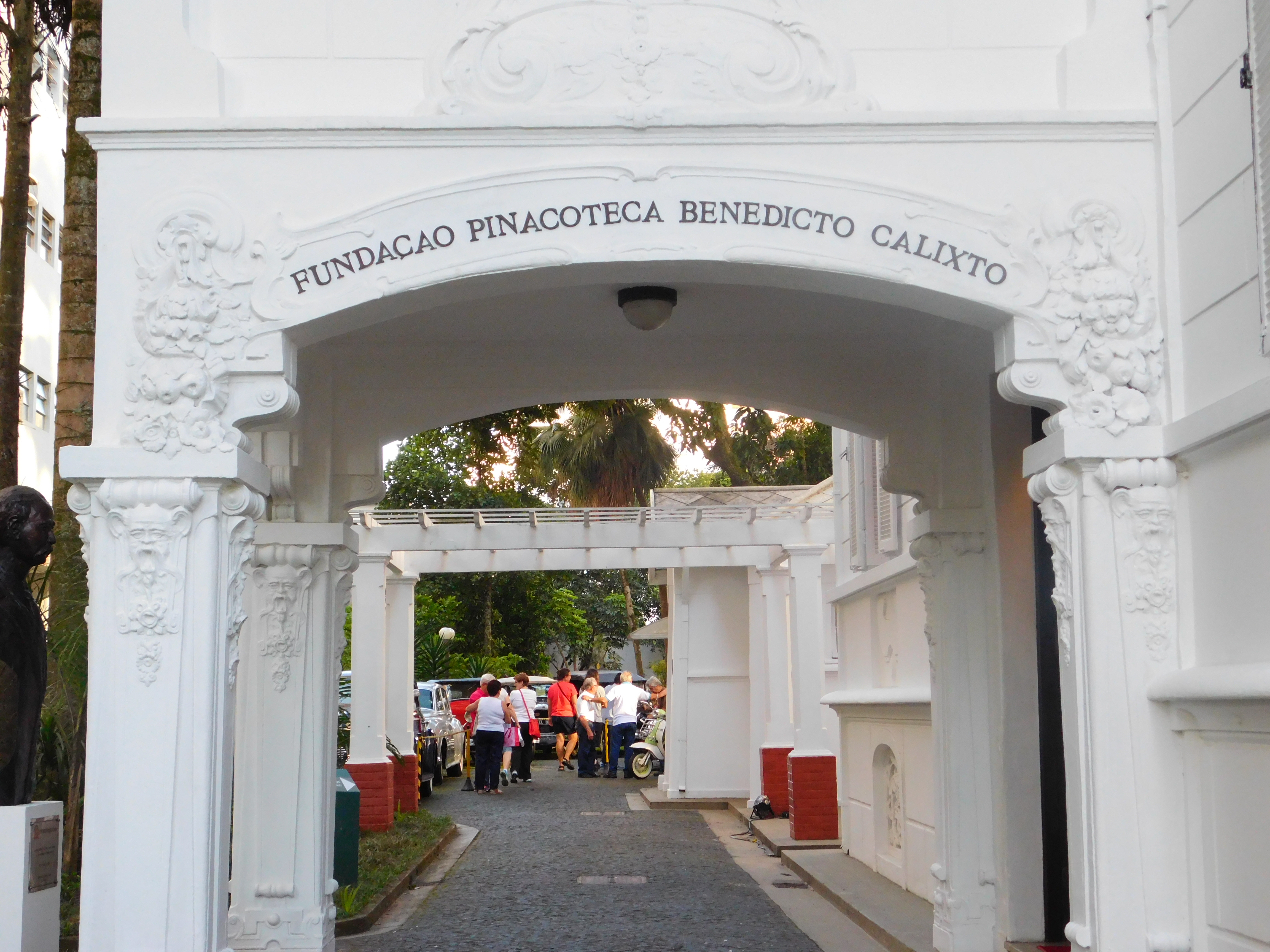
Fundação Pinacoteca Benedicto Calixto.

### Museus
Santos possui vários museus, entre eles o Museu do Café Brasileiro onde funcionava a Bolsa do Café até a década de 1970. Outros museus da cidade são o Museu de Arte Sacra de Santos, o Museu de Pesca de Santos, o Museu De Vaney, o Museu Oceanográfico, o Memorial das Conquistas, o Museu Pelé, o Museu do Porto e o Museu do Mar.

### Mídia
A cidade de Santos possui 3 jornais diários, 4 emissoras de televisão comerciais e 10 emissoras de rádio, sendo 4 em FM e 6 em AM. A tradição cinematográfica pela qual a cidade se especializou foi a de curtas metragens, abrigando grandes e importantes festivais da área. Quanto às produções cinematográficas de Santos, podemos citar as de diretores como Chico Botelho (cuja morte não o deixou concluir os longas Janete e Cidade Oculta), Icaro Martins, José Roberto Eliezer, Tânia Savietto, Aloysio Raulino, José Roberto Torero, Renato Neiva Moreira, Hélcio Nagamine, entre outros. Quanto às produções recentes com maior repercussão na cidade podemos citar O Magnata (2007), escrito pelo Chorão da banda Charlie Brown Jr., e Querô (2007), que promoveu testes de jovens atores pela cidade e que legou consequências que refletem até hoje.
Santos também foi muito utilizada pela televisão em minisséries como Um Só Coração, produzida pela Rede Globo de Televisão, que teve 80% de suas cenas gravadas no centro histórico de Santos em outubro de 2003, para apresentação em rede nacional em janeiro de 2004. De fato, a revitalização do Centro Histórico da cidade, a começar por sua iluminação e asfalto, possibilitou a gravação de muitas cenas televisivas que exigiam figurinos e enredos de época. No caso de Um Só Coração, o objetivo era retratar a década de 1920 e como tal foram utilizadas locações como a Rua XV de Novembro e o interior da Bolsa Oficial do Café. Entre os atores que gravaram no centro da cidade estão Ana Paula Arósio, Tarcísio Meira, Letícia Sabatella, Ângelo Antônio, Herson Capri, Erik Marmo, Maria Fernanda Cândido, Marcello Antony, sem contar os figurantes da própria cidade. Além de minisséries, a telenovela de 1977 Éramos Seis, escrita por Silvio de Abreu, na Tupi, também teve algumas cenas rodadas na praia, no bonde e nos jardins do Orquidário encenadas por Nicette Bruno, Riccelli, e Strazzer.

### Música e dança

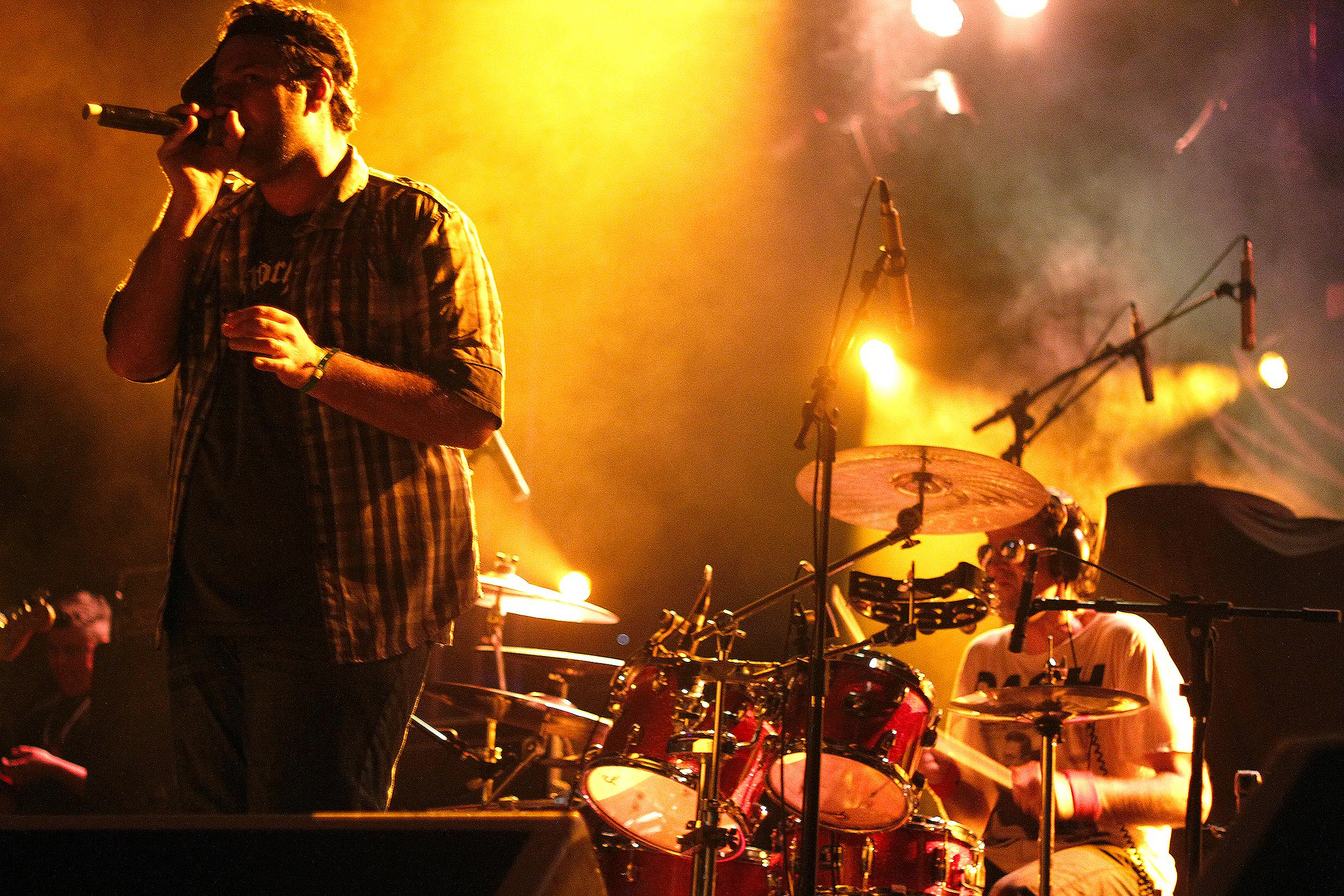
A banda santista Charlie Brown Jr durante apresentação em Porto Alegre, em 2012.

A cidade possui nomes de renome no cenário musical brasileiro, como a banda Charlie Brown Jr.. Santos também é considerada celeiro de bons bateristas e berço de bandas de rock como Balara, Garage Fuzz, Bula e Zimbra. Dentre os músicos nascidos na cidade estão artistas como Leny Eversong, Gilberto Mendes, Haroldo Lara, Almeida Prado, Renato Teixeira e Tulipa Ruiz.
A dança também é muito renomada na cidade de Santos. Ela é sede de alguns festivais renomados de dança como o Fidifest, o Fesadan e o Santos Dance Festival. Algumas escolas renomadas são a Balé Jovem de São Vicente e a Escola de Bailado de Santos. Esse último é especializado em "ballet adulto" e a única escola da cidade de Santos que oferece a modalidade "Dança Contemporânea de Salão".[carece de fontes?]
Desde 1962 abriga o Festival Música Nova "Gilberto Mendes" é um evento internacional e anual de música contemporânea idealizado por Gilberto Mendes (Santos, 1922-2016).

### Cinema

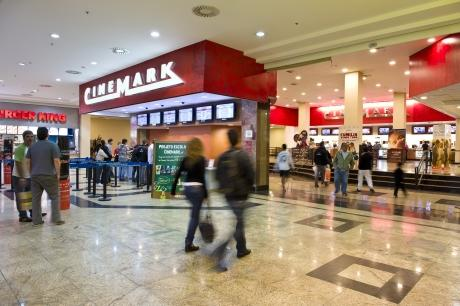
Cinemark do Praiamar Shopping Center.

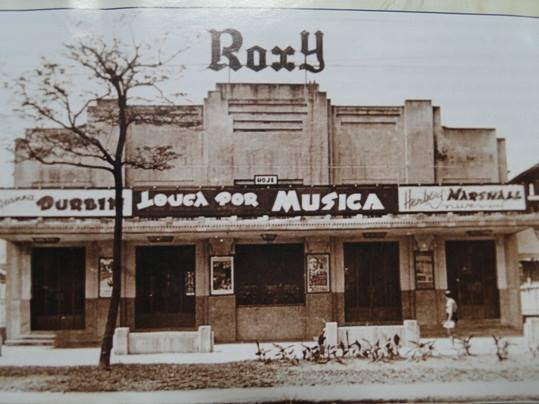
Fachada do Cine Roxy em Santos.

Santos é uma cidade relativamente cinematográfica. Zé do Periquito (1960), de Mazzaropi, possui algumas cenas de entrada e saída de navio da Ponta da Praia. Estas cenas foram as primeiras filmagens vistas pelo crítico santista Rubens Ewald Filho, aos quinze anos, e que ele tentou retomar num ângulo parecido no seu primeiro e único curta-metragem intitulado José Bonifácio que Ninguém Conhece, hoje perdido nos "meandros" da produtora Faculdade de Comunicação da Católica. Antes e depois do filme de Mazzaropi, Santos já havia sido e continuou sendo palco cinematográfico. Outros exemplos notórios inclui a versão original com Vera Nunes de Presença de Anita (1951), de Ruggero Jacobbi, Asa Branca - Um Sonho Brasileiro (1981), de Djalma Batista, com Walmor Chagas e Edson Celulari numa sequência no Gonzaga na fonte luminosa, O Rei Pelé, de Carlos H. Christensen, na cena em que o garoto que interpreta Pelé vê o mar pela primeira vez ao lado de Lima Duarte, o curta Domingo no Parque, de Isaías Almada, que logo depois da música homônima de Gilberto Gil utilizou uma roda-gigante que existia no Itararé.
Outros filmes inclui o único filme do galã Hélio Souto, com Norma Bengell, onde há uma passada na ilha Porchat em 1960, um certo Leg da década de 1960 e que várias figuras da sociedade participaram sem saberem que o diretor era um vigarista de Portugal, A Flor do Desejo de Guilherme de Almeida Prado, onde Sandra Bréa foi substituída por Imara Reis (que acabou recebendo ótimas críticas), Bellini e a Esfinge (2001), de Roberto Santucci, filme alemão com Erika Remberg rodado no cais da cidade, além do filme policial A Mulher do Quarto 13 (1932) com Brian Donlevy e Andréa Bayard.
Santos também possui uma tradição na exibição de filmes. Durante muitas décadas possuiu diversos edifícios cujo principal foco era o cinema e, embora tenha modernamente perdido muitas salas, nenhuma cidade de seu tamanho tivera um número tão grande de alternativas em assistir desde cinema-lançamentos até filmes b, desenhos animados e tchecos, russos, italianos. A cidade também desenvolveu um projeto que funcionou durante muitas décadas, o Clube de Cinema, o primeiro do país, e acompanhou toda a criatividade do cinema exterior e nacional.

### Literatura

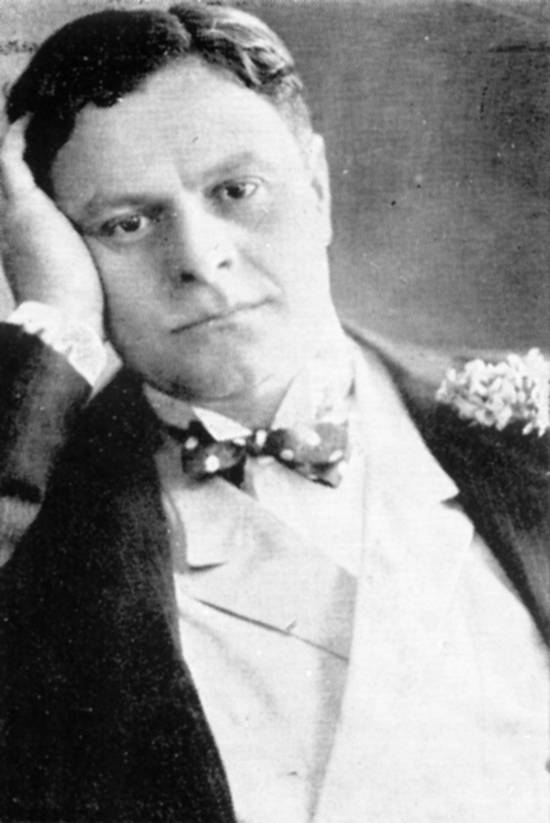
Poeta Martins Fontes.

Santos tem sido uma fonte de inspiração para muitos autores, conterrâneos ou estrangeiros, e possui uma longa tradição de publicação poética importante na literatura brasileira.
Talvez dois dos seus mais famosos poetas sejam Vicente de Carvalho e Martins Fontes. O primeiro, embora tenha se dedicado a um complexo de atividades, é mais conhecido por ter sido chamado de "O Poeta do Mar" dada à sua dedicação a escrever poemas dedicados à praia de Santos, e foi membro da Academia Brasileira de Letras, deixando uma prolífica obra literária e jurídica. Sua magnum opus, Poemas e Canções (cujo prefácio foi escrito por Euclides da Cunha), publicada primeiramente em 1908, chegou modernamente à sua 17ª edição - fato raro na literatura nacional.
Carvalho apoiou-se numa tradição lírica que nos remete a Victor Hugo e foi um grande divulgador da cidade como advogado e jurista, e hoje sua importância é refletida num dos nomes de uma das ruas da cidade. Martins Fontes, por sua vez, é mais conhecido por seus sonetos parnasianos, embora também tenha se tornado popular como médico da Santa Casa. Foi um grande colaborador dos ideais e das ambições de seu tempo; seu túmulo no Cemitério do Paquetá é um dos mais visitados na cidade e sua morte foi muito noticiada.

### Teatro
Provavelmente Santos seja a cidade do interior paulista mais profundamente ligada ao movimento teatral. O teatro em Santos se desenvolve e se desenvolveu dentro dos principais locais para a arte dramática: Teatro Municipal Brás Cubas, Teatro de Arena Rosinha Mastrângelo, Teatro do SESC, Teatro do SESI e, curiosamente, nas praças públicas.

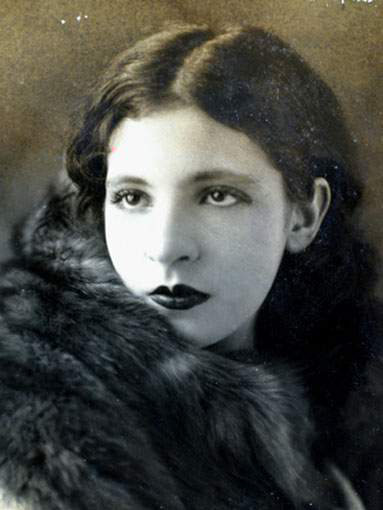
Pagu, a primeira presidente da União de Teatro Amador de Santos.

Patrícia Galvão, mais conhecida como Pagu, foi a primeira presidente da União de Teatro Amador de Santos que no ano de 1958 iniciou a organização do movimento na cidade.  Pagu foi uma grande pioneira do teatro na cidade; escrevendo para o A Tribuna, conseguiu patrocínios e realizou os primeiros festivais de teatro de Santos. Os festivais continuaram suas atividades pela Federação Santista de Teatro Amador com o nome FESTA - Festival Santista de Teatro Amador. A partir de 2009 a Federação Santista de Teatro Amador já estava extinta mas o festival continuou com o mesmo nome FESTA, porém agora como Festival Santista de Teatro, abolindo a palavra "Amador" e tornando-se um festival nacional de teatro. Hoje o FESTA - Festival Santista de Teatro é o festival em atividade mais antigo do Brasil, recebendo a Ordem do Mérito Cultural 2011 pelo Ministério da Cultura. O festival continua sendo realizado e produzido pelo Movimento Teatral de Santos, formado por diversos grupos da cidade, tendo como seu representante jurídico a Associação dos Artistas do Litoral Paulista. Alguns grupos da cidade se destacam como Trupe Olho da Rua, Os Pernilongos Insolentes, Teatro Widia,  Cia Own, Os Phantanas. Pagu era conhecida como a "musa" da Semana de Arte Moderna e escolheu Santos como a última cidade em que viveu. Estreitou relações com José Greghi Filho (ator e dramaturgo santista) e promoveu a campanha para a construção do Teatro Municipal que hoje leva seu nome.
Plínio Marcos e Carlos Alberto Soffredini são dois dos mais conhecidos e aclamados dramaturgos da cidade. Marcos iniciou sua carreira na companhia de Cacilda Becker e Walmor Chagas no início da década de 1960 e escreveu peças como Navalha na Carne e Dois Perdidos Numa Noite Suja que soaram de cunho sociopsicológico e foram proibidas na época. Plínio prosseguiu sua carreira também como ator e na década de 1970 trabalhou ao lado de Gianfrancesco Guarnieri, Oduvaldo Viana Filho, Jorge Andrade, Nelson Rodrigues e Abílio Pereira de Almeida. Nesta época, surgia outro dramaturgo na cidade, Soffredini, autor de Mais Quero Asno que Me Carregue, e que ao lado de Marcos figura como um autor expoente do moderno teatro do Brasil. No teatro infantil da cidade, destaca-se Oscar Von Pfhul, cunhado de Paulo Autran, e que possui projeção internacional.
Muitos outros nomes famosos surgiram do teatro santista; entre estes nomes destaca-se os de Serafim Gonzalez, Paulo Lara, Tanah Corrêa, Sérgio Mamberti, Cláudio Mamberti, Bete Mendes, Jandira Martini, Wilson Geraldo, Ney Latorraca, Nuno Leal Maia, Alexandre Borges, Oscar Magrini, Paulo Vilhena, etc.

### Esportes

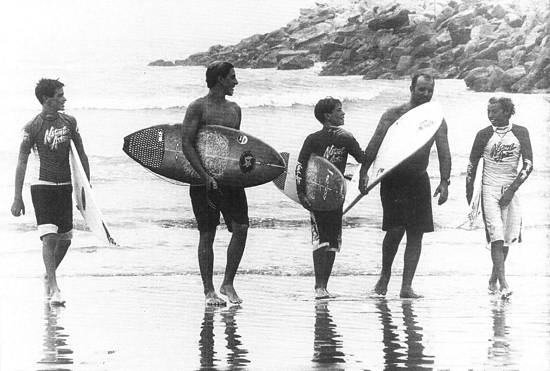
Picuruta Salazar e jovens estudantes de surfe em Santos, onde o esporte começou no país.

O esporte em Santos talvez seja um dos temas de maior projeção da cidade. Possui uma grande tradição nos mais variados esportes com constante auxílio de projetos sociais e educacionais. A começar pelo mar, temos o surfe santista que, apesar das ondas calmas da praia, possui um papel particular na história do surfe brasileiro e mundial: foi em Santos que o esporte começou a se desenvolver no país. Desde a década de 1930, os surfistas utilizavam pranchas de madeira oca e surfavam na praia do Gonzaga. A carreira dos pioneiros da modalidade no Brasil, os irmãos Thomas Rittscher Júnior e Margot Rittscher, está exclusivamente ligada a Santos e aos nomes de santistas como Osmar Gonçalves e João Roberto Suplicy Hafers, que formam, juntos, o que o jornalismo de hoje diz ser os primeiros surfistas do Brasil. Mais tarde, o surfe santista foi aprimorado e melhor divulgado por parte de escolas (como a Escolinha Radical, no Posto 2, liderado pelo primeiro surfista profissional brasileiro, Cisco Aranha) e de universidades, revelando nomes como Picuruta Salazar, que tornou-se o "maior" símbolo do esporte na cidade, e Renata Agondi, pessoas que renderam influência à posterioridade. Picuruta, além de criar escolinhas para crianças, também desenvolve projetos paralelos em lugares como o Havaí, oportunidade pela qual jovens talentos da cidade podem assumir responsabilidades internacionais.

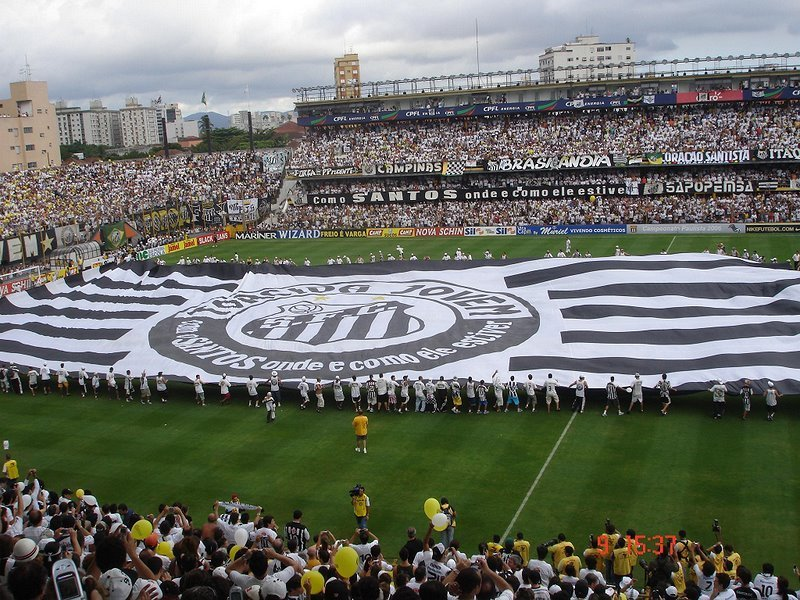
Estádio Urbano Caldeira, conhecido popularmente como "Vila Belmiro", casa do Santos Futebol Clube.

No futebol, a cidade foi palco de grandes jogadores, desde Araken Patuska por volta dos anos 20, passando por Pelé nos anos 60 até Neymar entre os anos de 2009 e 2012. A cidade é sede de três clubes, sendo o de maior destaque o Santos Futebol Clube, que é reconhecido internacionalmente, possuindo entre suas principais conquistas três Copas Libertadores da América e dois títulos Mundiais Interclubes, além de oito títulos de Campeão Brasileiro. Joga no Estádio Urbano Caldeira, mais conhecido como "Vila Belmiro". Os outros dois clubes são a Associação Atlética Portuguesa (conhecida popularmente como Portuguesa Santista), que joga no Estádio Ulrico Mursa, e o Jabaquara Atlético Clube que joga no Estádio Espanha. Esses três clubes realizam os clássicos do futebol de Santos quando se confrontam. Também está localizado em Santos o Estádio Municipal Paulo César de Araújo (Estádio Pagão), que se encontra na Zona Noroeste da cidade. Um quarto time de futebol, o Litoral Futebol Clube, chegou a existir em Santos, mas encerrou suas atividades em 2008.
Outro esporte da cidade é o Iatismo (ou vela), praticada no Clube Internacional de Regatas e que tem como destaque a flotilha da Classe Snipe. Além de diversos eventos de snipe, a cidade também é sede de etapas do Campeonato Paulista de Vela Oceânica e é largada da tradicional regata oceânica Santos-Rio. Santos também conta com um polo do projeto "Navega São Paulo" que ensina esportes náuticas às escolas públicas, entre eles a vela. O Tamboréu, por sua vez, é um esporte que nasceu em Santos e hoje é bastante praticado em toda a Baixada Santista. O jogo parecido com o tênis no que diz respeito às regras, é jogado com "raquetes" com o formato de um pandeiro (o tamboréu). A rede possui um metro de altura.

### Feriados municipais
- 26 de janeiro, aniversário da cidade;
- 8 de setembro, padroeira da cidade Nossa Senhora do Monte Serrat.

### Bibliográficas
- ANDRADE, Wilma. Discurso do Progresso: a Evolução Urbana de Santos 1870-1930. Tese de Doutorado em História Social - Faculdade de Filosofia Letras e Ciências Humanas, Universidade de São Paulo, 1989.
- FONSECA, Claudia. Pátria Vermelha: Comunismo em Santos 1930-1964. Fundação Dinarco Reis, 2002.
- FRIGEIRO, Angela & OLIVEIRA, Yza. Santos: a Geografia Através dos Mapas. Santos, A3, 1991.
- GONÇALVES, Arlindo. A Lutas e Sonhos: Cultura Política e Hegemonia Progressista em Santos (1945-1962). São Paulo, Unesp, 1995.
- GRIEG, Maria. Café: Histórico, Negócios e Elite. São Paulo, Olho d'Água, 2000.
- MATOS, Maria. Trama e Poder: Trajetória e Polêmica em torno das Indústrias de Juta. Rio de Janeiro, Sette Letras, 1996.
- PEREIRA, Maria. Santos nos Caminhos da Educação Popular (1870-1920). São Paulo, Loyola, 1996.
- RODRIGUES, Olao. História da Imprensa em Santos. Santos, s.n., 1979.
- SANTOS, Francisco. História de Santos. São Paulo, Revista dos Tribunais, 1937.